# انرژی در ایران

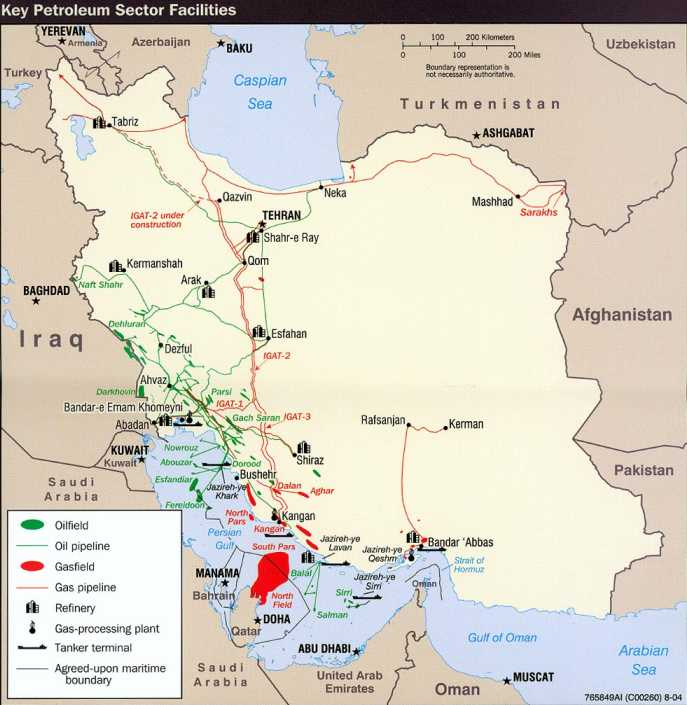
ایران دارای ۱۰ درصد از منابع نفتی جهان و ۱۵ درصد از گاز جهان است.

کشور ایران از جمله کشورهایی است که از منابع فراوان انرژی برخوردار است و بعد از سال ۱۹۱۳، همواره به عنوان یکی از صادر کننده‌های اصلی نفت محسوب می‌شده است. با توجه به این که ایران در میان دو منبع بزرگ انرژی جهان، یعنی دریای خزر در شمال و خلیج فارس در جنوب قرار گرفته است، از جایگاه ویژه‌ای در سطح بین‌المللی برخوردار است. از جمله موارد اهمیت این می‌باشد که یکی از دو کشوری است که قادر است به‌طور مستقل و مستقیم، نفت و گاز استحصال شده از منبع عظیم دریای خزر را صادر کند، که البته از این منظر نیز به دلیل کوتاهی مسافت از رقیب صادراتی خود که روسیه می‌باشد، می‌تواند پیشی گیرد.
با وجود آن، نشان‌ها ادعاهایی مبنی بر دستکاری داده‌های اقتصادی در جمهوری اسلامی ایران است.
میانگین تولید نفت روزانه ایران در سال ۲۰۰۵ رقمی در حدود ۴ میلیون بشکه در روز و در سال ۲۰۲۳ کمی بیشتر ۳ میلیون بشکه در روز بوده است. البته حداکثر میزان تولید روزانه ایران به سال ۱۹۷۴ و با رقمی بالغ بر ۶ میلیون بشکه بازمی‌گردد که پس از وقوع انقلاب سال ۱۳۵۷ بر طبق سیاست کاهش تولید این مقدار کاهش پیدا کرد و از طرفی با شروع جنگ ایران و عراق و آسیب دیدن تأسیسات استخراج این میزان بیش از پیش کاهش یافت. در آستانه دهه ۲۰۰۰ روند تولید نفت در ایران به‌طور فزاینده غیر مؤثر عمل کرد که از دلایل اصلی آن می‌توان به کمبود تکنولوژی لازم در این زمینه اشاره کرد. به همین جهت تعداد اندکی چاه در سال ۲۰۰۵ برای اکتشاف منابع جدید حفر شدند.
ایران دارای ۱۰٪ از منابع کشف شده نفت جهان است. ایران به جز منابع متمرکز نفت در سواحل خلیج فارس دارای منابعی نیز در شمال کشور است. ایران همچنین با دارا بودن ۱۵٪ از کل منابع گاز جهان دومین کشور دارندهٔ منابع گاز طبیعی است که بیشتر این گاز در مصارف خانگی به مصرف می‌رسد. با این وجود ایران در سال ۲۰۰۵ حدود ۴ میلیارد دلار برای وارد کردن سوخت هزینه کرده است که دلایل اصلی آن کمبود پالایشگاه، قاچاق سوخت و پایین بودن راندمان مصارف خانگی است که عموماً به علت پرداخت یارانه‌های سوختی به وجود آمده‌اند.
ایران سومین ذخایر بزرگ نفت و دومین ذخایر گاز طبیعی جهان را داراست. این کشور عضو اوپک است و بخش بزرگی از درآمد دولت از طریق صادرات نفت به دست می‌آید. بر اساس آخرین وضعیت اکتشاف‌ها و اعلان رسمی دولت، ایران ۱۰ درصد از ذخایر اثبات شده نفت و ۱۵ درصد از ذخایر گاز را در اختیار دارد. در عین حال نفت و مشتقات آن عامل اصلی آلودگی هوا و انتشار گازهای گلخانه ای در ایران است.
ایران همچنین توانایی تولید انرژی قابل توجهی از منابع تجدیدپذیر را به دلیل نزدیکی این کشور به خط استوا دارد و ۹۰ درصد مساحت آن می‌تواند حداقل ۳۰۰ روز در سال انرژی خورشیدی تأمین کند. با این حال تا سال ۲۰۲۰، بهره‌برداری از انرژی خورشیدی بسیار ناچیز بوده است.

## تاریخچه
منابع فسیلی
در دوران هخامنشیان، نفت ایران در حوالی منطقه شوش استخراج می‌شده است. به گفته هرودوت، چاهی از نفت در هفت کیلومتری روستای اردریکا در نزدیکی شوش وجود داشته که در زمان هخامنشیان از آن نفت و قیر استخراج می‌شده است.

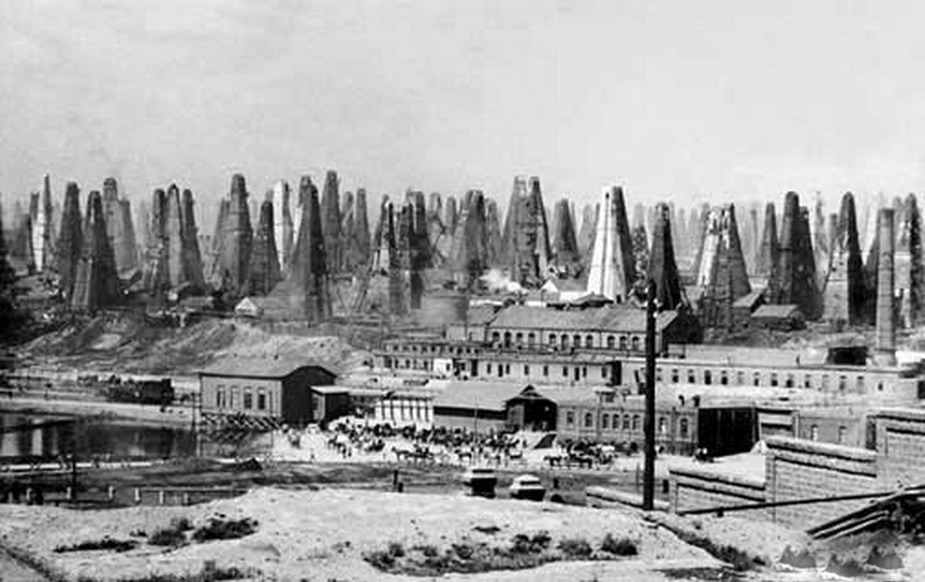
چاه‌های نفت برادران نوبل در بالاخانه در ۱۸۹۱

در عهد ساسانی به بعد نفت ایران بیشتر از منابع باکو استخراج می‌شده و از آن جا به مناطق مختلف منتقل می‌شده است. محصولات حاصل از نفت استخراجی، شامل نفت چراغ، قیر و روغن سیاه برای کاربرد درمانی و هم چنین برای جلوگیری از انگل‌های پوستی دام‌هایی مانند شتر بوده‌اند که در دوران باستان و میانه صادر می‌شده‌اند.
در قرن نهم میلادی برخی از خیابانهای بغداد توسط قیری که از تقطیر نفت خام باکو تهیه می‌شد، آسفالت شده بودند. همچنین محمد زکریای رازی در کتاب الاسرار خود دو روش برای تهیه نفت چراغ که آنرا نفط الابیض می‌نامد، به وسیله تقطیر را شرح می‌دهد که ظاهراً از میدان نفتی باکو استخراج شده و به شهرری حمل می‌شده است.
مارکو پولو که در سال ۱۲۷۳ میلادی به ایران سفر کرده است، پس از بازدید از باکو می‌گوید نفت از میدان‌های آن در حال استخراج بوده و محصولات آن با صدها کشتی و شتر به اقصی نقاط دنیا حمل می‌شده است.
امین احمد رازی در کتاب هفت اقلیم ذکر می‌کند که در سال ۱۶۰۱ میلادی، نزدیک به ۵۰۰ چاه نفت در باکو وجود داشته است که هم نفت سفید و هم نفت سیاه از آنها استخراج می‌شده است.
مجله هارپر در ۱۸۸۷ می‌نویسد: باکو، مقر کنونی صنعت نفت روسیه، اما در زمان‌های قدیم بخشی از ایران، به خاطر آتش‌های مقدسش مشهور است و می‌دانیم که تا دوره فتح اسلامی، آتش پرستان به زیارتگاه‌های آن زیارت می‌کردند. هندوها تا به امروز به بازدید از این چشمه‌های نفت ادامه می‌دهند.
در ۱۵۹۳ میلادی در بالاخانه باکو چاه نفتی به عمق ۳۵ متر توسط ممدنور اوغلو حفر شد که ظاهراً اولین چاه نفت جهان است. این در دوران صفویه است که باکو جزو ایران بوده است. قبل از انقلاب اسلامی ایران ۲۵ قرارداد برای اکتشاف و بهره‌برداری از منابع نفت و گاز ایران به امضا رسید که چهار قرارداد به صورت امتیازی، ۱۱ قرارداد به صورت مشارکت در تولید و سود و ۹ قرارداد به صورت خدماتی همراه با ریسک بوده است. از جمله این امتیازها و قراردادها می‌توان به امتیاز دارسی، قرارداد ۱۹۳۳، قرارداد گس-گلشائیان، قرارداد کنسرسیوم، قرارداد SIRIP، قرارداد IPAC، قرارداد LAPCO، قرارداد INEPCO و قرارداد IMINCO از جمله آن‌ها است.
پس از انقلاب تمام قراردادهای امضا شده از نوع خدماتی بیع متقابل بوده است. تا قبل از تعریف کردن قراردادهای بیع متقابل در سال ۱۳۷۵، هیچ نوع قرارداد توسعه‌ای در صنعت نفت ایران وجود نداشت. تنها مشارکت خارجی‌ها حضور پیمانکارانی بود که با منابع مالی از داخل کشور اقدام به فعالیت می‌کردند؛ که به دلیل هزینه‌های هنگفت استخراج و بهره‌برداری از منابع هیدروکربنی، هیچگاه منابع مالی داخلی کفایت این امر را نمی‌کرده و توسعه میادین نفت و گاز به کندی انجام می‌گرفت.
اولین قرارداد بیع متقابل در سال ۱۹۹۵ با شرکت توتال برای توسعه میدان سیری انجام گرفت. با روی کار آمدن نهمین دولت ایران و تصمیم جدی بر از سرگیری برنامه هسته‌ای ایران و تقابل کشورهای غربی با این تصمیم، سرمایه‌گذاری خارجی در بخش صنعت نفت ایران کاهش یافت. تحریم‌های شورای امنیت علیه ایران و واکنش‌های احتمالی از جانب مقامات ایران از دلایلی است که موجب می‌شود سرمایه‌گذاران خارجی تمایل به سرمایه‌گذاری‌های کلان در این زمینه نداشته باشند.
تولید برق

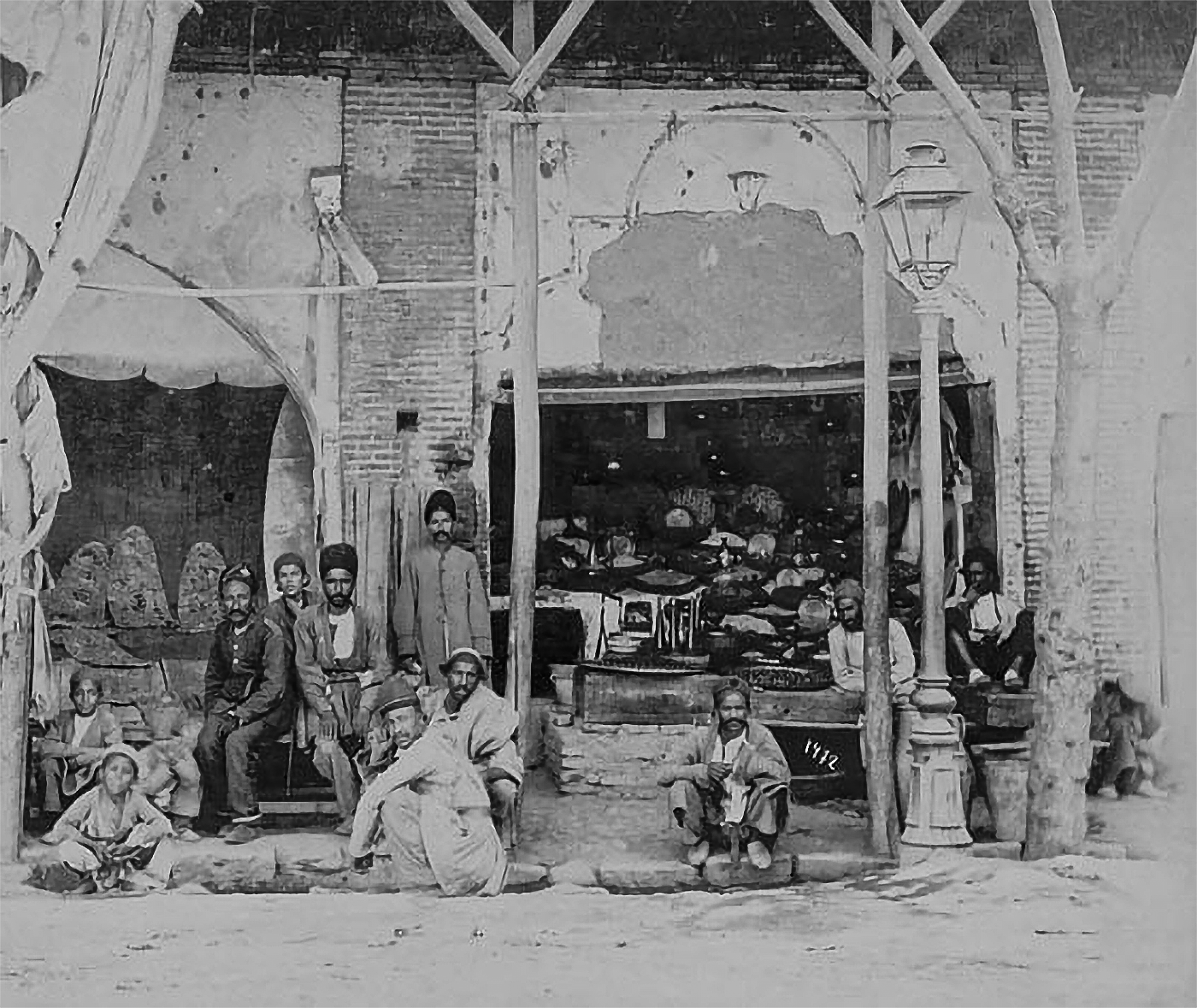
عکسی متعلق به دوره قاجار که یک چراغ روشنایی در آن دیده می‌شود

نخستین مولد برق در سال ۱۲۶۴ خورشیدی (۱۳۰۲ قمری) یعنی شش سال پس از اینکه توماس الوا ادیسون نخستین لامپ برق را اختراع کرد (البته نمونه ابتدایی لامپ الکتریکی را هاینریش گوبل در ۱۸۵۴ میلادی یا ۱۲۳۳ شمسی اختراع کرده بود) وارد ایران شد که کاخ گلستان را روشن کرد و دو سال بعد در سال ۱۲۶۶ خورشیدی (۱۳۰۴ قمری) در تکیه دولت مراسم عزاداری و تعزیه‌گردانی سیدالشهداء را با نور خود رونق داد. این مولد را محمدحسین امین‌الضرب به دستور ناصرالدین شاه قاجار به ایران وارد کرد.
امین‌الضرب در سال ۱۲۸۴ نخستین نیروگاه خصوصی برق شهری را به قدرت چهارصد کیلووات از نوع بخار پیستونی در شهر تهران راه اندازی کرد. او نخستین کسی بود که با دریافت امتیازنامه معتبر اقدام به تأسیس کارخانه برق شهری در ایران کرد. این نیروگاه در ۲۴ ساعت فقط شش ساعت برق ۲۲۰ ولت تک‌فاز، و ۳۸۰ ولت سه فاز متناوب مشترکین آن زمان را تاًمین می‌کرد. چنان‌چه از امتیازنامه امین‌الضرب بر می‌آید، در این امتیازنامه برپایی کارخانه‌های برق، آجرسازی و نجاری یک‌جا به وی واگذار شده بود.

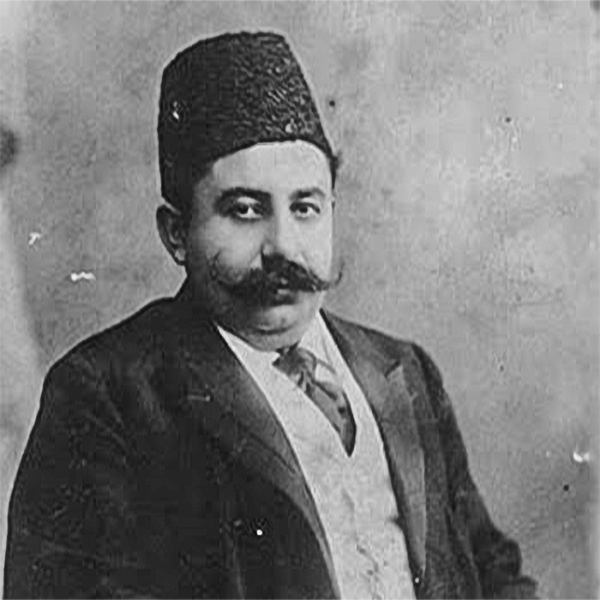
محمد حسین امین‌الضرب نخستین کارخانه تولید برق را به تهران آورد

از حدود سال ۱۳۰۳ بخشهای خصوصی دیگری از جمله کارخانه‌های آرد، ریسندگی، نساجی و برخی شهرداریها در شهرهای مختلف ایران به راه‌اندازی مولدهای کوچکی از نوع دیزل و توربین بخار برای تاًمین بخشی از برق روشنایی مناطق شهری اقدام کردند.
در سال ۱۳۱۲ به دستور رضا شاه نیروگاهی به قدرت ۶۴۰۰ کیلووات از شرکت اشکودا در چکسلواکی خریداری شد که در سال ۱۳۱۶ به راه‌اندازی و بهره‌برداری رسید. این نیروگاه را شهرداری تهران در شمال شرقی دروازه دوشان تپه (میدان ژاله بعدی) احداث کرد که هم‌اکنون به موزه صنعت برق تبدیل شده است.
در سال ۱۳۱۹ خرید دو نیروگاه پنج هزار کیلووات به مناقصه گذارده شد که باز هم اشکودا برنده و قرارداد خرید آن در فروردین ۱۳۲۰ امضا شد اما جنگ جهانی و اشغال ایران مانع از تحویل آن‌ها شد. پس از جنگ نیز با وجود عذرخواهی شرکت اشکودا، به علت اشکالات ارزی و تعلل و اشکال‌تراشی کارخانه سازنده در تحویل جنس، این معامله انجام نگرفت.
در سال ۱۳۲۵ کارخانه شش هزار کیلوواتی وستینگهاوس و چهار دیگ بخار از ارتش آمریکا خریداری شد که نصب آن در سال ۱۳۲۷ خاتمه یافت و بهره‌برداری از آن در مهر ۱۳۲۷ شروع شد. سپس یک واحد توربین دو هزار کیلویی دیگری نیز مستقیم از خود کارخانه وستینگهاوس خریداری شد که در سال ۱۳۳۰ نصب و از مهر آن سال مذکور به کار افتاد. همچنین دو واحد دیزل هزار کیلویی از کارخانه نروبرک آمریکایی برای کمک به روشنایی اول شب خریداری و از خرداد ۱۳۳۲ بهره‌برداری از آن شروع شد.
قرارداد خرید دو دستگاه توربین بخاری هر یک به قدرت پنج مگاوات در بهمن ۱۳۳۴ با شرکت وستینگهاوس به امضاء رسید. کلنگ ساختمان این نیروگاه در روز یکشنبه نوزدهم فروردین ۱۳۳۵ به زمین زده شد و یک سال بعد به بهره‌برداری رسید. نصب و راه‌اندازی این دو توربین در مجموع نزدیک به چهارده میلیون تومان هزینه داشت و دوازده سال پس از شروع به کار، بعد از راه اندازی نیروگاه فرح‌آباد به علت پایین بودن راندمان و همچنین سر و صدا و آلودگی‌های زیادی که در ناحیه مسکونی ایجاد می‌کرد، به حال تعطیل درآمد.

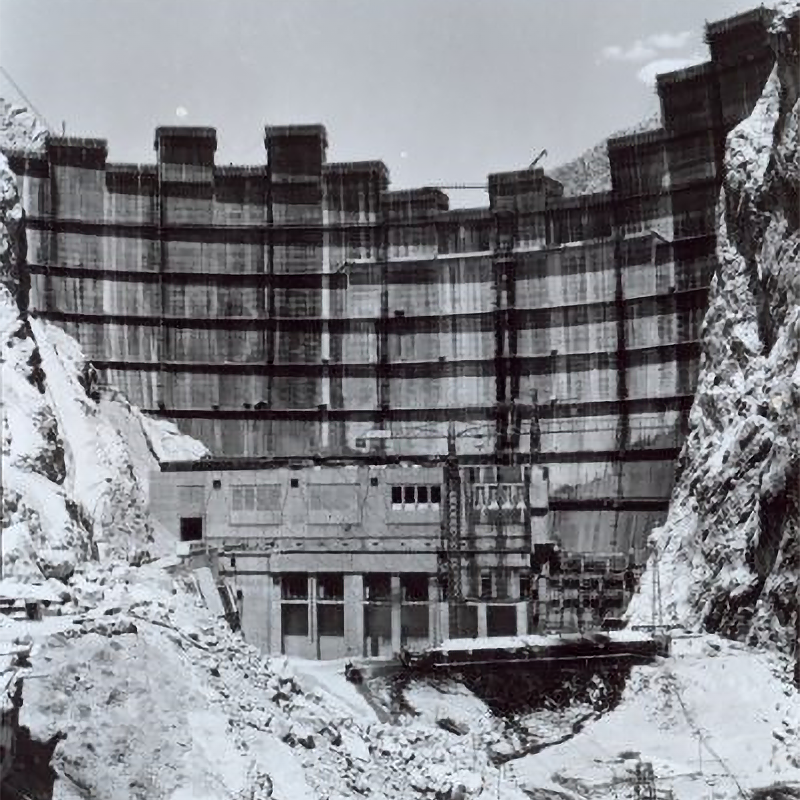
عکسی از مراحل ساخت سد دز که از نخستین نیروگاه‌های برق‌آبی ایران بود

از بعضی از این نیروگاه‌ها تا سال ۱۳۴۷ برای تولید و عرضه برق بهره‌برداری می‌شد. با راه اندازی نیروگاه‌های سد امیرکبیر، آلستوم (نیروگاه طرشت) و فرح آباد (بعثت) تا سال ۱۳۴۸ و تولید برق کافی در آن زمان، نیروگاه برق میدان ژاله خاموش و برای همیشه از مدار خارج شد.
در دهه‌های ۳۰ و ۴۰ شمسی برق‌رسانی بخشی از برنامه‌های توسعه ایران بود و قرار شد برای شهرها نیروی برق پایدار تأمین شود. تا آن موقع اغلب نیروگاه‌های ایران حرارتی بودند تا این‌که با شرکت‌های خارجی قراردادهایی برای ساخت سد و نیروگاه‌های برق‌آبی منعقد شد و نیروگاه‌های سد دز، سد کرج و سد سفیدرود به شبکه برق سراسری وصل شدند. برق‌رسانی به شهرهای کوچک‌تر نیز آغاز شد و اتفاق مهم این‌که در سال ۱۳۴۲ وزارت آب و برق تأسیس شد تا فعالیت شرکت‌های تولید و توزیع برق یکپارچه و زیر نظر دولت باشد.
تا دهه ۵۰ همچنان برق‌رسانی به شهرهای کوچک و روستاها ادامه داشت، ولی برق‌رسانی به روستاها کند بود؛ انتقال تجهیزات و گسترش شبکه برق به مناطق دورافتاده دشوار بود. این‌گونه بود که تا اواخر دهه ۵۰ فقط حدود ۴۴۰۰ روستای ایران برق داشتند.

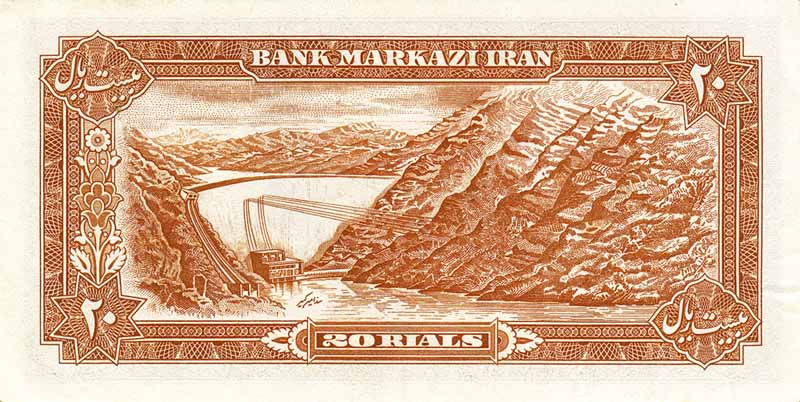
تصویری از سد امیرکبیر در اسکناس ۲۰ ریالی دوره پهلوی

در دهه ۶۰ به دلیل شرایط اقتصادی ناشی از جنگ تحمیلی، برق‌رسانی به روستاها و مناطق حاشیه شهرها همچنان کند بود، ولی متوقف نشد. در مقابل به توان شبکه برق به قدر کافی افزوده نمی‌شد. علاوه بر آن اتفاقاتی نظیر بمباران تجهیزات تولید و شبکه انتقال برق در کشور رخ می‌داد و همه این‌ها شرایطی را پیش آورد که قطعی برق بخشی از سبک زندگی در دهه شصت شود.
تا سه سال پس از جنگ نیز برق‌رسانی در ایران همچنان با خاموشی همراه بود. البته با پایان جنگ تحمیلی برق‌رسانی به عنوان بخشی از برنامه محرومیت‌زدایی در ایران، با سرعت بیشتری دنبال شد و این‌گونه بود که از اوایل دهه ۷۰ شبکه برق ایران، با عقد قراردادهای جدید با شرکت‌های ژاپنی، روسی، آلمانی و فرانسوی توانمند شد و لااقل مردم شهرها با خاموشی‌ها خداحافظی کردند. با این حال هنوز در خانه‌ها انواع چراغ روشنایی و به‌ویژه چراغ‌های گردسوز نفتی باقی مانده بود. حتی وقتی در دهه ۷۰ لوله‌کشی گاز در شهرهای بزرگ انجام شد در هر اتاق یک شیر گاز هم برای چراغ گازی می‌گذاشتند که به «روشنایی» معروف بود. تا اواخر دهه ۷۰ در شهرهای بزرگ این چراغ‌ها تقریباً بدون استفاده شده بودند.
در دهه ۸۰ شبکه برق کشور با قراردادهای جدید برای احداث نیروگاه‌های حرارتی و فعالیت شرکت‌های داخلی قوی‌تر شد و نبود برق دیگر یک مشکل نبود بلکه بخشی از خدمات عادی و بدون دردسر دولتی شده بود. با این حال در دهه ۹۰ همچنان پروژه‌های برق‌رسانی به روستاهای دورافتاده در دستور کار بود.
ایران امروز صدها نیروگاه‌های برق از انواع حرارتی، گازی، سیکل ترکیبی، برق‌آبی و انرژی‌های تجدیدپذیر دارد و هنوز ساخت نیرگاه‌های بیشتر در دستور کار است. البته مشکلات ناشی از تحریم، تغییر سیاست‌های دولت برای سرمایه‌گذاری در زیرساخت‌های برق کشور، قیمت خرید برق از سوی دولت و عدم تمایل سرمایه گذاران خارجی برای حضور در صنعت برق ایران، از چالش‌های عمده برای توسعه بخش برق ایران است.

## تولید انرژی
پس از جهش ۳٫۱ درصدی تولید جهانی انرژی اولیه در سال ۲۰۲۱، این روند با سرعت ثابتی و معادل ۳٫۷ درصد در سال ۲۰۲۲ افزایش یافت. تولید جهانی انرژی در سال ۲۰۲۲ در حالی شتاب گرفت که بسیار بالاتر از میانگین سال‌های ۲۰۱۰ تا ۲۰۱۹ (حدود ۱٫۶ درصد در سال) بود.

منظور از انرژی اولیه، تولید یا استخراج آن از منابع انرژی طبیعی است. این شامل زغال سنگ، گاز، نفت، برق، گرما و تولید زیست توده است. در مورد استخراج گاز طبیعی، مقادیر شعله‌ور در فلیر (Flare) یا تزریق مجدد، از میزان تولید کسر می‌شوند. هم چنین تولید برق آبی، زمین گرمایی، هسته ای و بادی نیز به عنوان تولید اولیه محسوب می‌شود. 

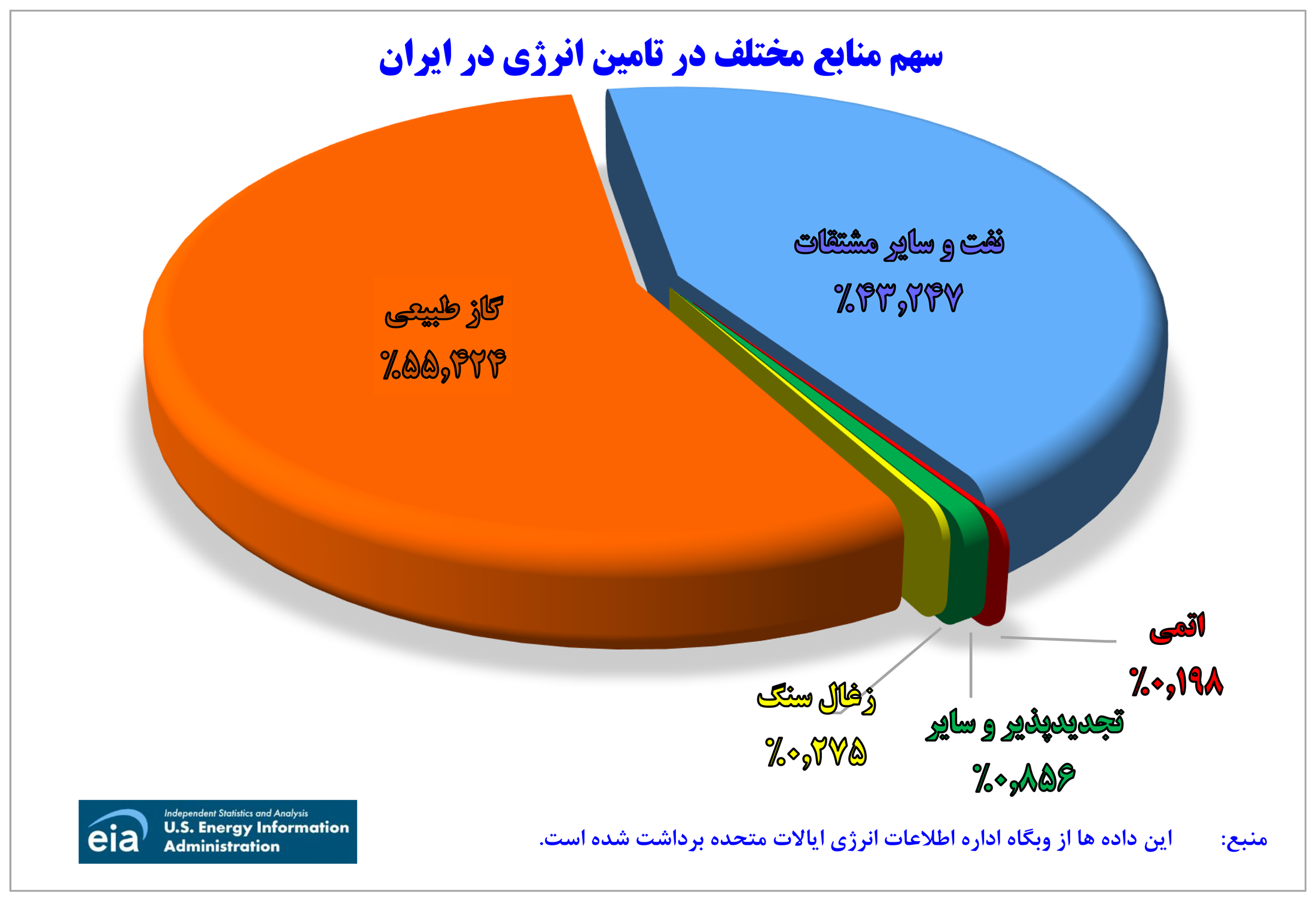
سهم منابع مختلف در تأمین انرژی ایران در سال 2021

مجموع انرژی تولیدی ایران در سال ۲۰۲۱، از منابع مختلف مانند سوخت زغال سنگ، گاز طبیعی، نفت و مشتقات آن، اتمی و تجدیدپذیر، به نزدیک ۴۹۰۰ تراوات-ساعت رسید. سهم عمده این میزان از تولید انرژی از فرآورده‌های نفتی و گاز طبیعی ناشی شده است.

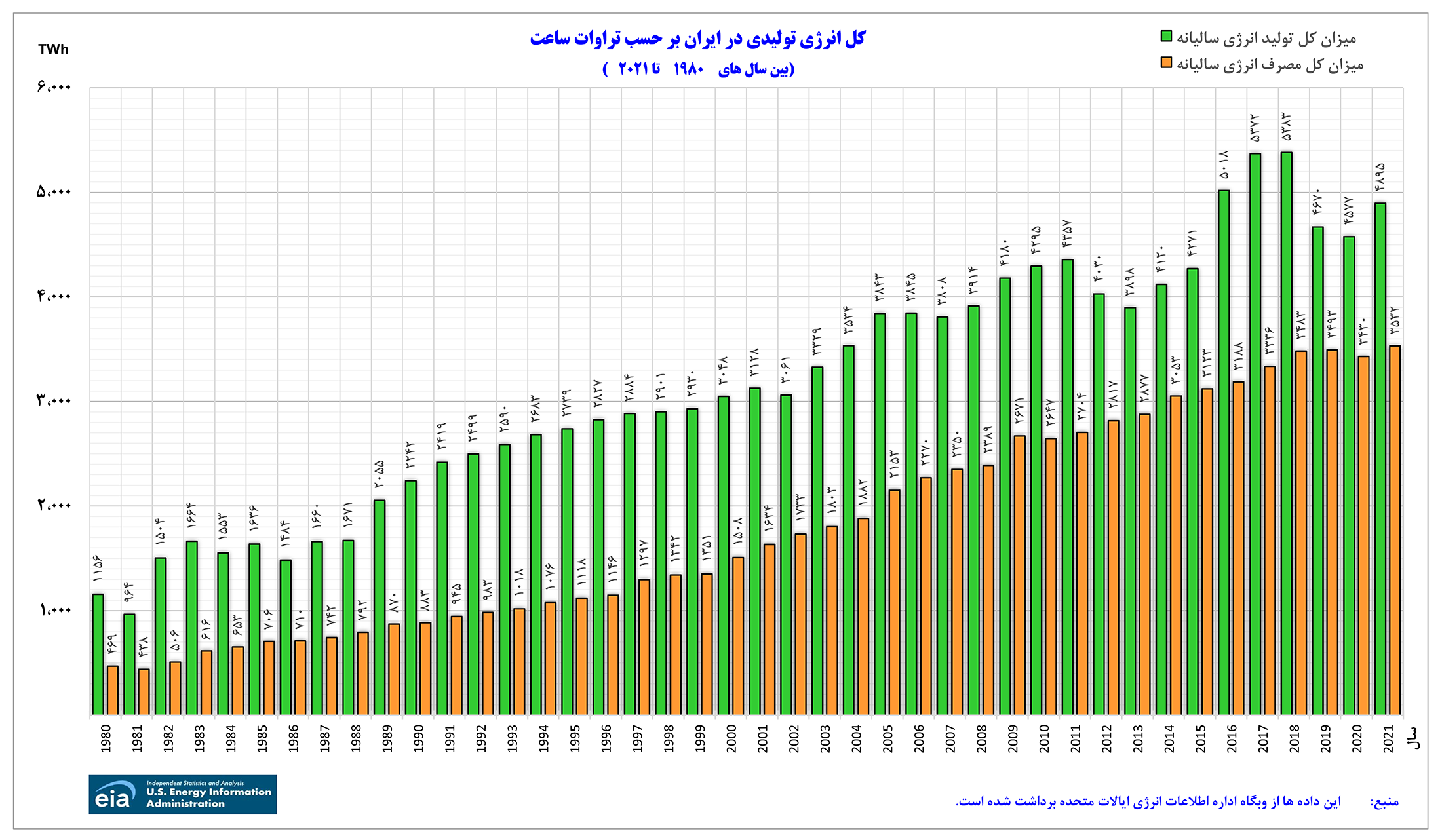
روند تولید و مصرف انرژی در ایران بین سال‌های ۱۹۸۰ تا 2021

روند تولید انرژی در ایران بین سال‌های ۱۹۸۰ تا ۲۰۲۱ دارای روندی رو به رشد بوده است اما در مقاطعی دچار رکود، کندی رشد یا حتی افت شده است که جنگ با عراق و تحریم‌های بازرگانی به دلیل مناقشات بین ایران و غرب بر سر مسائل هسته ای، دلیل عمده آن بوده است.
بر اساس آخرین آمار منتشر شده در سال ۲۰۲۱، بیشترین سهم از تولید انرژی در ایران مربوط به سوخت گاز طبیعی و معادل ۲۷۱۳ تراوات ساعت بوده است و پس از آن نفت و مشتقات نفتی با ۲۱۱۷ تراوات ساعت، برق آبی و تجدیدپذیر با ۴۲ تراوات ساعت، زغال سنگ با ۱۳ تراوات ساعت و اتمی با ۹ تراوات ساعت قرار دارند.
در حال حاضر منابع سوخت فسیلی ایران، بیش از ۹۸ درصد از سهم تولید انرژی را بر عهده دارند ولی با توجه به روند سرمایه‌گذاری‌های اخیر ایران برای احداث نیروگاه‌های تجدیدپذیر و اتمی، این سهم تغییراتی خواهد داشت ولی نقش سوخت‌های فسیلی همچنان بسیار پر رنگ تر از منابع دیگر خواهد بود.

### تولید و مصرف انرژی برق

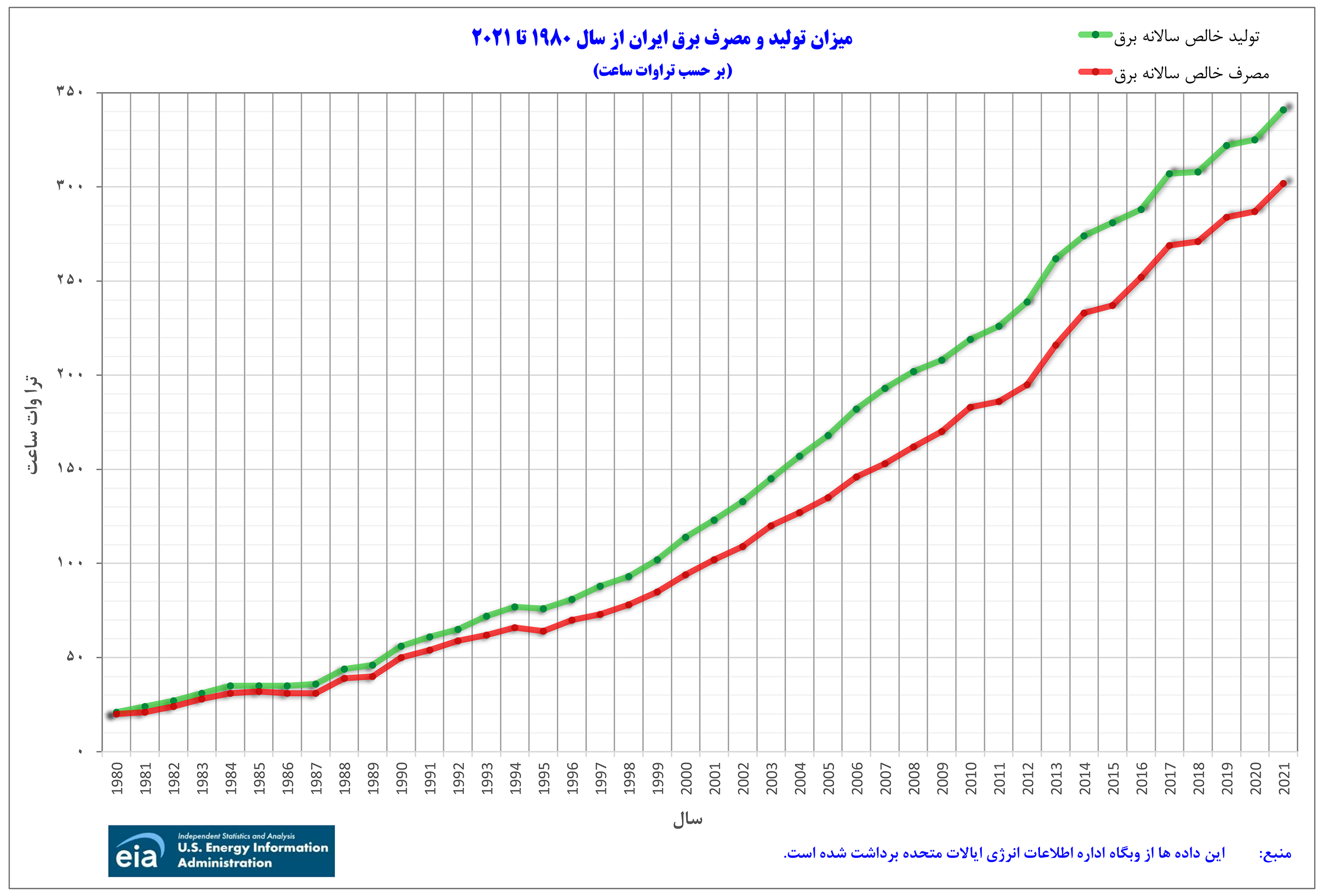
میزان تولید و مصرف سالیانه برق ایران از سال ۱۹۸۰ تا ۲۰۲۱

بر اساس آمارهای وبگاه اطلاعات انرزی ایالات متحده، در سال ۲۰۲۱ میزان تولید و مصرف خالص انرژی به صورت برابر اطلاعات زیر بوده است:
- تولید: ۳۴۱ تراوات ساعت
- مصرف: ۳۰۲ تراوات ساعت
- صادرات: ۶٫۴ تراوات ساعت
- واردات: ۲٫۷ تراوات ساعت
- تلفات شبکه توزیع برق: ۳۵ تراوات ساعت

بیشتر تولید انرژی برق در ایران از منابع فسیلی گاز و نفت است و سهم اندکی از آن مربوط به منابع انرژی برق آبی، زغال سنگ، تجدیدپذیر و اتمی است.
در ایران درصد دسترسی مصرف‌کنندگان به برق از سال ۲۰۱۴ دارای پوشش تقریباً صددرصدی می‌باشد.
در سال ۲۰۲۱، سهم هر یک از منابع در تولید تولید سالیانه انرژی الکتریکی ایران به شرح مقادیر زیر بوده است:
- سوخت‌های فسیلی: ۳۲۱ تراوات ساعت
- انرژی برق-آبی: ۱۵ تراوات ساعت
- منابع تجدیپذیر: ۱٫۲ تروات ساعت
- اتمی: ۳٫۲ تراوات ساعت

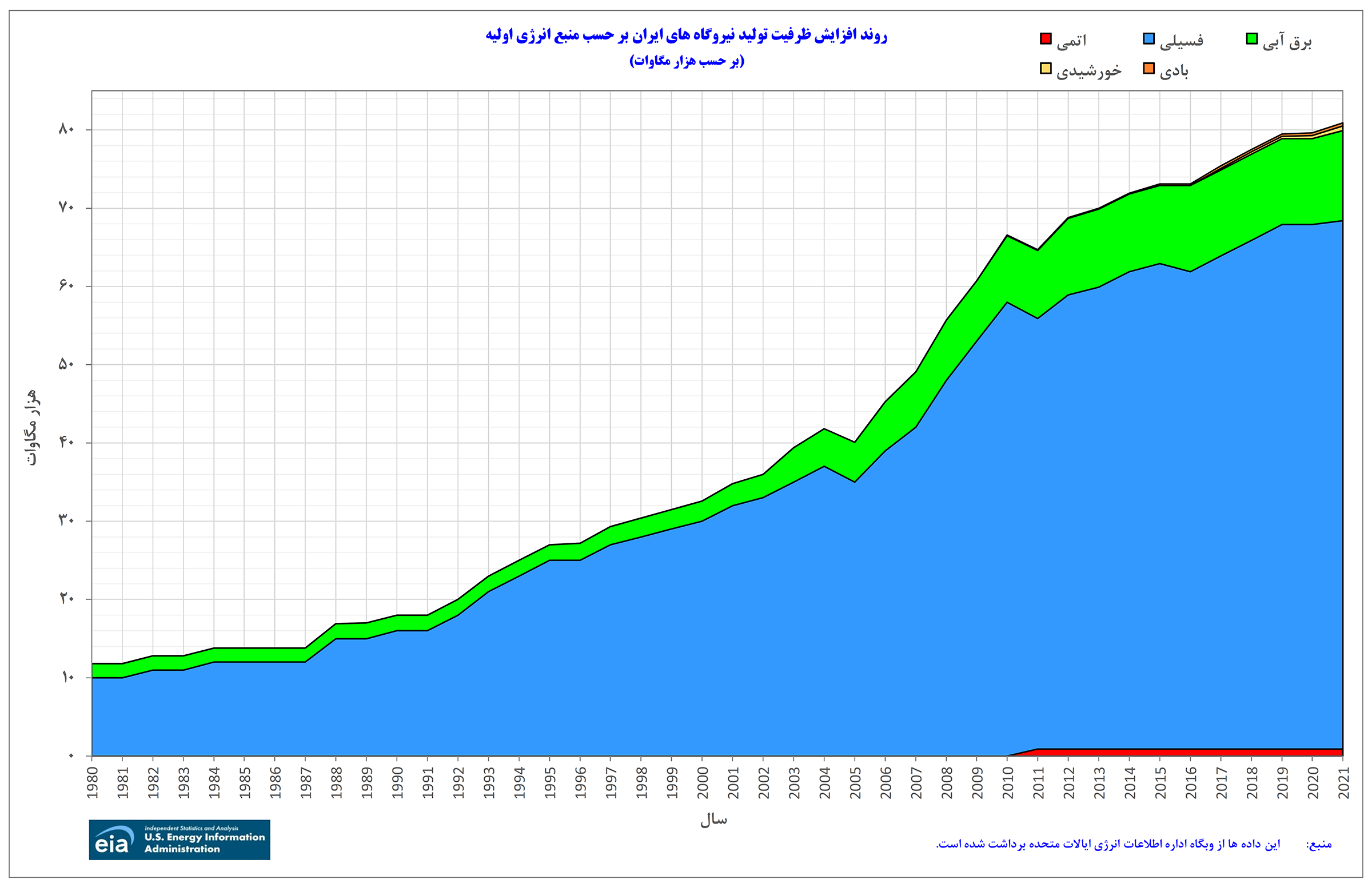
روند افزایش ظرفیت تولید نیروگاه‌های ایران بر حسب منبع انرژی اولیه از سال ۱۹۸۰ تا ۲۰۲۱

با توجه به برخورداری کشور ایران از منابع سرشار گاز و نفت، بیشترین سهم از ظرفیت نیروگاه‌های ایران نیز از نوع نیروگاه‌های با سوخت فسیلی است. با این حال تنها نیروگاه هسته ای ایران در بوشهر از حدود سال ۲۰۱۱ به شبکه برق ایران اضافه شد و نیروگاه‌های تجدید پذیر بادی و خورشیدی نیز از حدود سال ۲۰۱۵ با سهمی اند، بخشی از برق مصرفی در شبکه ایران را تأمین می‌کنند. روند افزایش ظرفیت نیروگاه‌های ایران از سال ۱۹۸۰ تا سال ۲۰۲۱ به شرح نمودار پیوست است اگرچه به نظر می‌رسد سهم انرژی‌های تجدید پذیر از سال ۲۰۲۴ افزایش قابل توجهی داشته باشد.

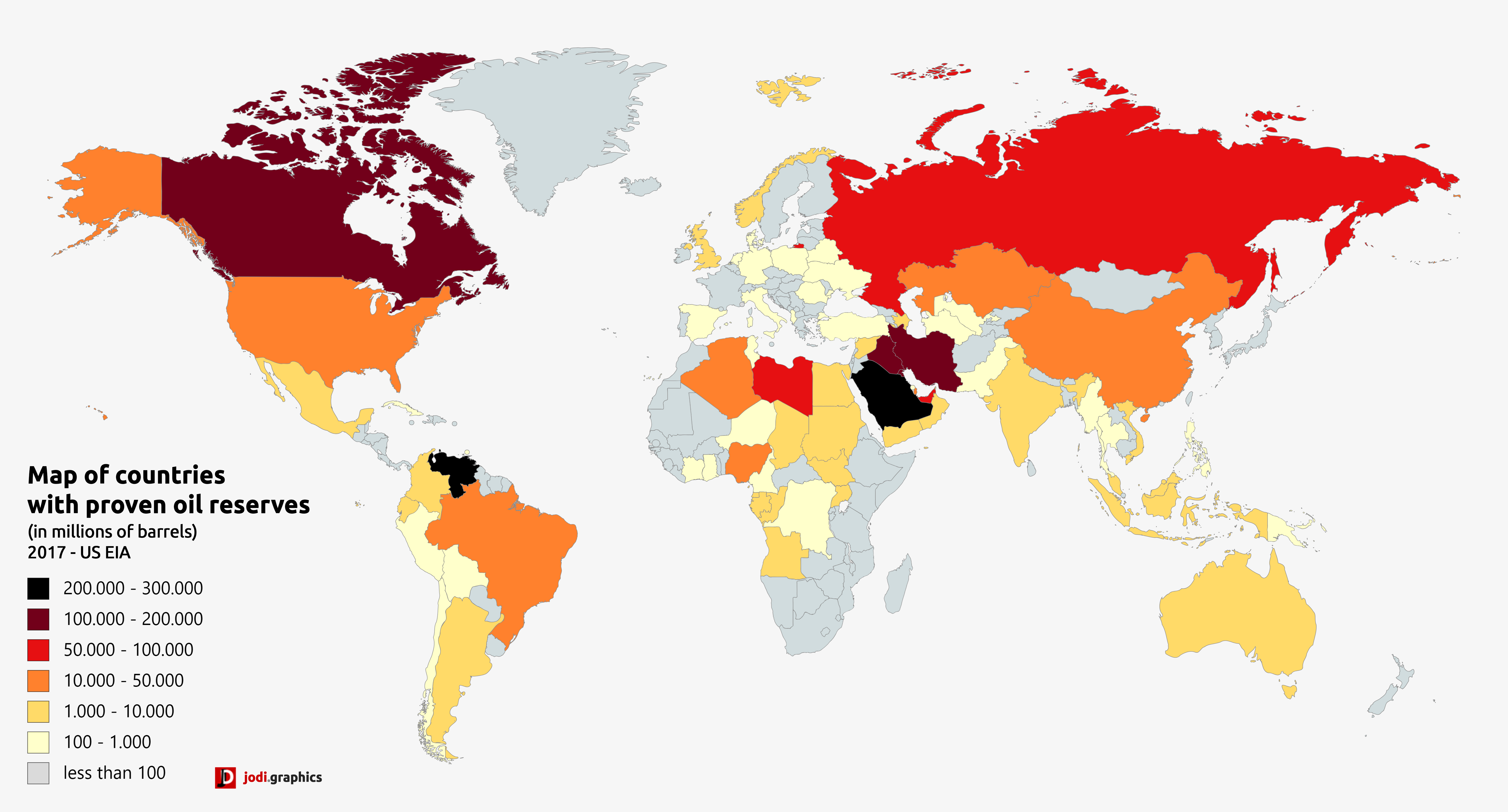
وضعیت کشورهای دارای بیشترین ذخیره اثبات شده نفت در سال ۲۰۱۷

### تولید نفت
تا کنون نزدیک به نیمی از ذخایر نفتی اثبات شده جهان شامل انواع نفت خام و میعانات، برداشت شده است. اما با وجود اینکه ایران یکی از نخستین کشورها در آغاز تولید تجاری نفت بوده، کمی بیشتر از یک سوم ذخایر اثبات شده اش را برداشت کرده است. از مجموع ذخایر نفتی کشف شده، ۴۵ درصد توسعه نیافته است که این مقدار در بخش گاز به ۷۷ درصد می‌رسد. بر اساس ارزیابی‌ها، ۷۰ درصد نفت تولید شده در ۲۰ سال گذشته، با اکتشافات منابع جدید، جایگزین شده است. زمانی که صحبت از ذخایر و اکتشافات هیدروکربوری می‌شود، این نکته را نباید از یاد برد که ایران در ذخایر نامتعارف هیدروکربوری مانند شیل، نیز حرف‌های زیادی برای گفتن دارد ولی با استناد به متغیرهای اقتصادی، فعلاً صنعت نفت به حوزه برداشت از این منابع ورود نکرده است.
میادین نفتی ایران مشتمل بر مخازن زیرزمینی در قلمرو خاکیکی و آبی کشور ایران، در مالکیت شرکت ملی نفت ایران است، که هم‌اکنون عملیات تولید از این میدان‌ها توسط چهار شرکت تابعه به نام‌های شرکت ملی مناطق نفت‌خیز جنوب، شرکت نفت فلات قاره ایران، شرکت نفت مناطق مرکزی ایران و شرکت نفت و گاز اروندان انجام می‌گیرد.
بر اساس آمار رسمی منتشر شده وزارت نفت ایران، مجموع ذخایر قابل استحصال نفت خام و میعانات گازی بیش از ۱۵۴ میلیارد بشکه برآورد می‌شود. این میزان، معادل ۱۰ درصد از مجموع کل ذخایر نفت خام موجود در جهان محسوب می‌شود. بنا بر اظهارات کارشناسان شرکت ملی نفت ایران، مخازن نفتی ایران تا سال ۱۴۵۳ می‌توانند قابل بهره‌برداری باشند.
بر اساس آخرین اخبار نفت و گاز، در حال حاضر تعداد ۱۴۵ میدان هیدروکربنی، مشتمل بر ۲۹۷ مخزن نفتی و گازی در ایران کشف شده است. از ۱۴۵ میدان هیدروکربنی، تعداد ۱۰۲ میدان نفتی و ۴۳ میدان گازی می‌باشند. از تعداد کل مخازن نیز ۲۰۵ مخزن نفتی و ۹۲ مخزن گاز طبیعی می‌باشند. از این میدان‌ها، تعداد ۷۸ میدان، فعال می‌باشند، که ۶۲ میدان در خشکی و ۱۶ میدان در دریا قرار دارند. شمار ۶۷ میدان نیز در حال حاضر غیرفعال می‌باشند. از این میزان ذخیره نفت ایران، ۱۰۶ میلیارد بشکه در خشکی و ۳۱ میلیارد بشکه در دریا واقع شده است.
بزرگ‌ترین میدان نفتی ایران میدان نفتی اهواز است. این میدان با ذخیره درجای بیش از ۶۵ میلیارد بشکه و ذخیره قابل برداشت ۳۷ میلیارد بشکه، به‌عنوان سومین میدان بزرگ نفتی جهان شناخته می‌شود. میدان نفتی گچساران با ذخیره درجای بیش از ۵۲ میلیارد بشکه و ذخیره نهایی ۲۳ میلیارد بشکه نفت خام، دومین میدان نفتی ایران به‌شمار می‌آید. سومین میدان نفتی کشور، میدان نفتی مارون است، که بالغ بر ۴۶ میلیارد بشکه نفت خام، در مخازن آسماری، بنگستان و خامی آن جای دارد. میدان نفتی آزادگان با ذخیره درجای ۳۲ میلیارد بشکه، چهارمین میدان نفتی ایران و بزرگ‌ترین میدان مشترک کشور می‌باشد. میدان نفتی آغاجاری با در اختیار داشتن ۳۰ میلیارد بشکه نفت خام درجا، پنجمین میدان نفتی ایران محسوب می‌شود.

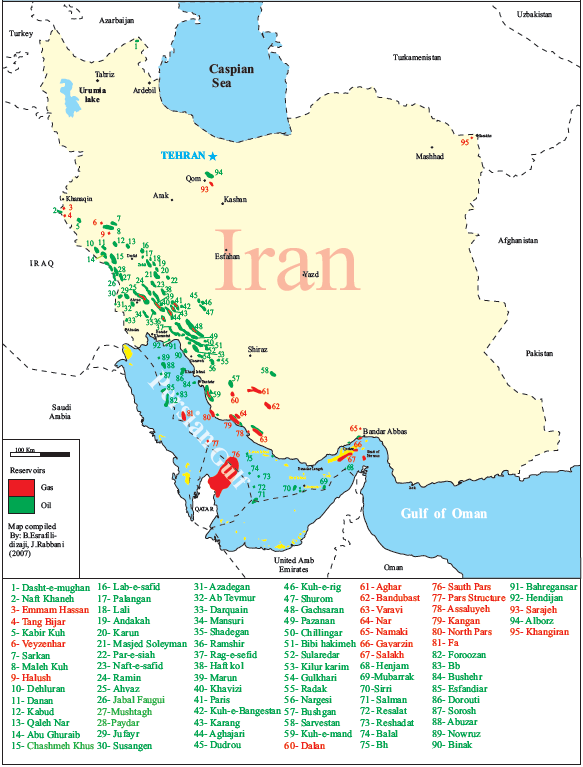
میدان‌های نفت و گاز ایران

بزرگ‌ترین میدان‌های نفتی ایران، بر پایه حجم ذخیره درجای نفت خام موجود در مخازن آن‌ها، در فهرست زیر رتبه‌بندی شده‌اند:
| رتبه | نام میدان            | ذخیره درجا (میلیارد بشکه) | ذخیره قابل برداشت (میلیارد بشکه) | تولید روزانه (هزار بشکه) |
| ---- | -------------------- | ------------------------- | -------------------------------- | ------------------------ |
| ۱    | میدان نفتی اهواز     | ۶۵٫۵                      | ۳۷                               | ۷۵۰٫۰۰۰                  |
| ۲    | میدان نفتی گچساران   | ۵۲٫۹                      | ۲۳٫۷                             | ۴۸۰٫۰۰۰                  |
| ۳    | میدان نفتی مارون     | ۴۶٫۷                      | ۲۱٫۹                             | ۵۲۰٫۰۰۰                  |
| ۴    | میدان نفتی آزادگان   | ۳۳٫۲                      | ۵٫۲                              | ۴۰٫۰۰۰                   |
| ۵    | میدان نفتی آغاجاری   | ۳۰٫۲                      | ۱۷٫۴                             | ۳۰۰٫۰۰۰                  |
| ۶    | میدان نفتی رگ‌سفید    | ۱۶٫۵                      | ۳٫۴۴                             | ۱۸۰٫۰۰۰                  |
| ۷    | میدان نفتی آب تیمور  | ۱۵٫۲                      | ۲٫۶                              | ۶۰٫۰۰۰                   |
| ۸    | میدان نفتی سروش      | ۱۴٫۲                      | ۱۰                               | ۴۶٫۰۰۰                   |
| ۹    | میدان نفتی کرنج      | ۱۱٫۲                      | ۵٫۷                              | ۲۳۷٫۰۰۰                  |
| ۱۰   | میدان نفتی بی‌بی‌حکیمه | ۷٫۵۹                      | ۵٫۶۷                             | ۱۲۰٫۰۰۰                  |

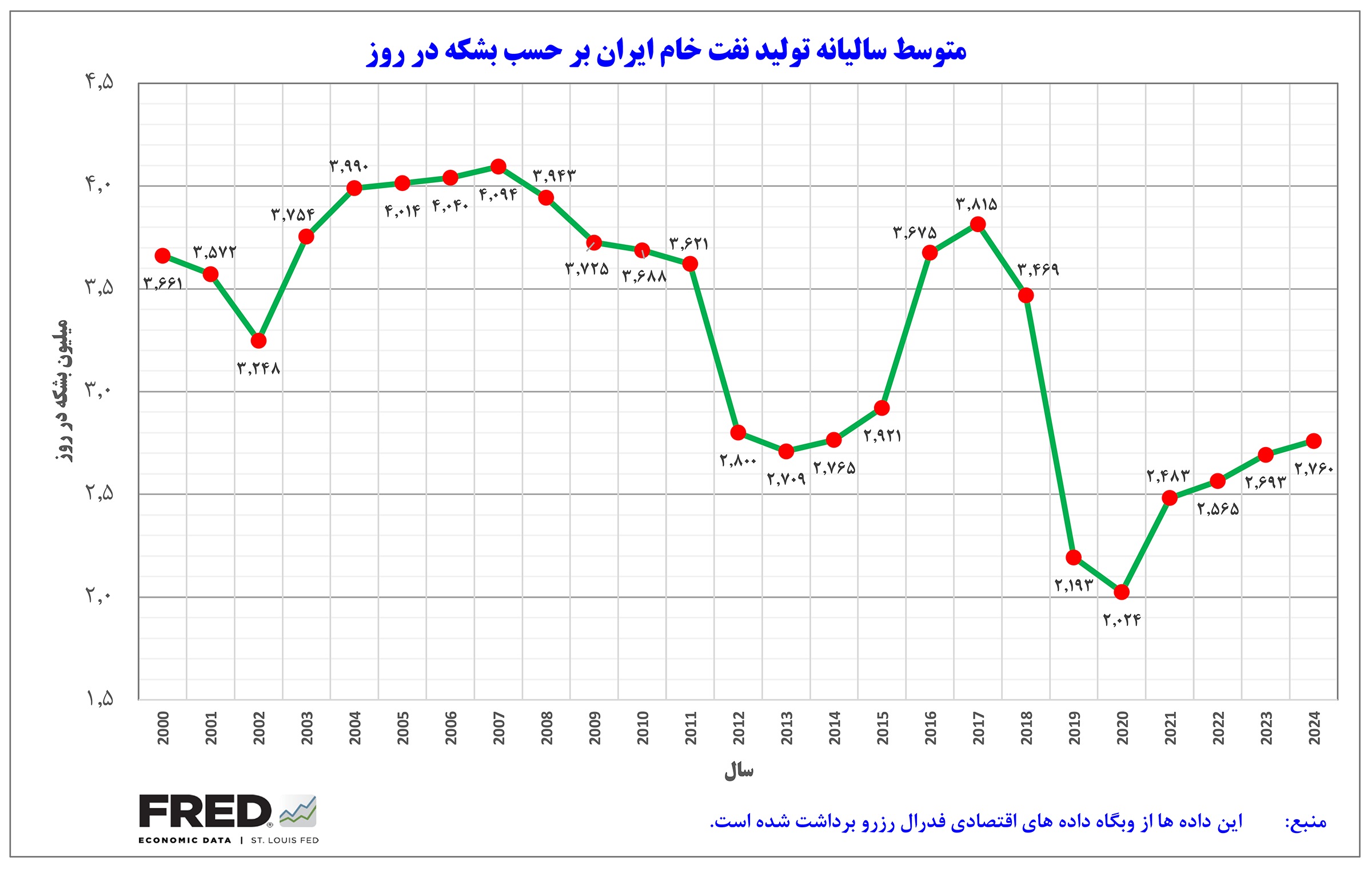
متوسط سالیانه تولید نفت خام ایران بر حسب بشکه در روز

بر اساس اطلاعات موجود در وبگاه داده‌های اقتصادی فدرال رزرو در ابالات متحده، متوسط تولید نفت خام ایران در سال ۲۰۲۳ نزدیک به ۲٬۷۰۰٬۰۰۰ بشکه در روز بوده است که اندکی بیش از میزان تولید سال قبل آن می‌باشد.
روند تولید نفت خام در سالیان مختلف تحت تأثیر تحریم‌های بازرگانی و اقتصادی بوده است و در دوره‌های مختلف دچار افت و خیز بوده است. هم چنین یکی از دلایل کندی و توقف رشد تولید نفت خام ایران، عدم سرمایه‌گذاری در صنایع نفت و گاز ایران بوده است.

### گاز طبیعی
- تولید: ۸۳٫۹ میلیارد مترمکعب (۲۰۰۴)
- مصرف: ۸۵٫۵۴ میلیارد مترمکعب(۲۰۰۴)
- صادرات: ۳٫۵۶ میلیارد مترمکعب (۲۰۰۴)
- واردات: ۵٫۲ میلیارد مترمکعب(۲۰۰۵)
- منابع شناخته شده: ۲۶٫۶۲ تریلیون مترمکعب

### تولید انرژی برق از منابع تجدیدپذیر
منابع تجدیدپذیر بخشی از منابع تأمین کننده انرژی در ایران است. ایران با دارا بودن ذخایر بزرگ نفت و گاز طبیعی، یک غول هیدروکربنی جهانی است. با این وجود، علاقه زیادی به منابع انرژی تجدیدپذیر برای بهبود امنیت انرژی، کاهش وابستگی داخلی به هیدروکربن‌ها و برآوردن رشد پیش‌بینی‌شده در تقاضای برق نشان داده شده است. تحقق این اهداف برای کشور ایران بسیار محتمل است زیرا از توپوگرافی بسیار مناسبی برای استحصال از انرژی‌های تجدیدپذیر برخوردار است.

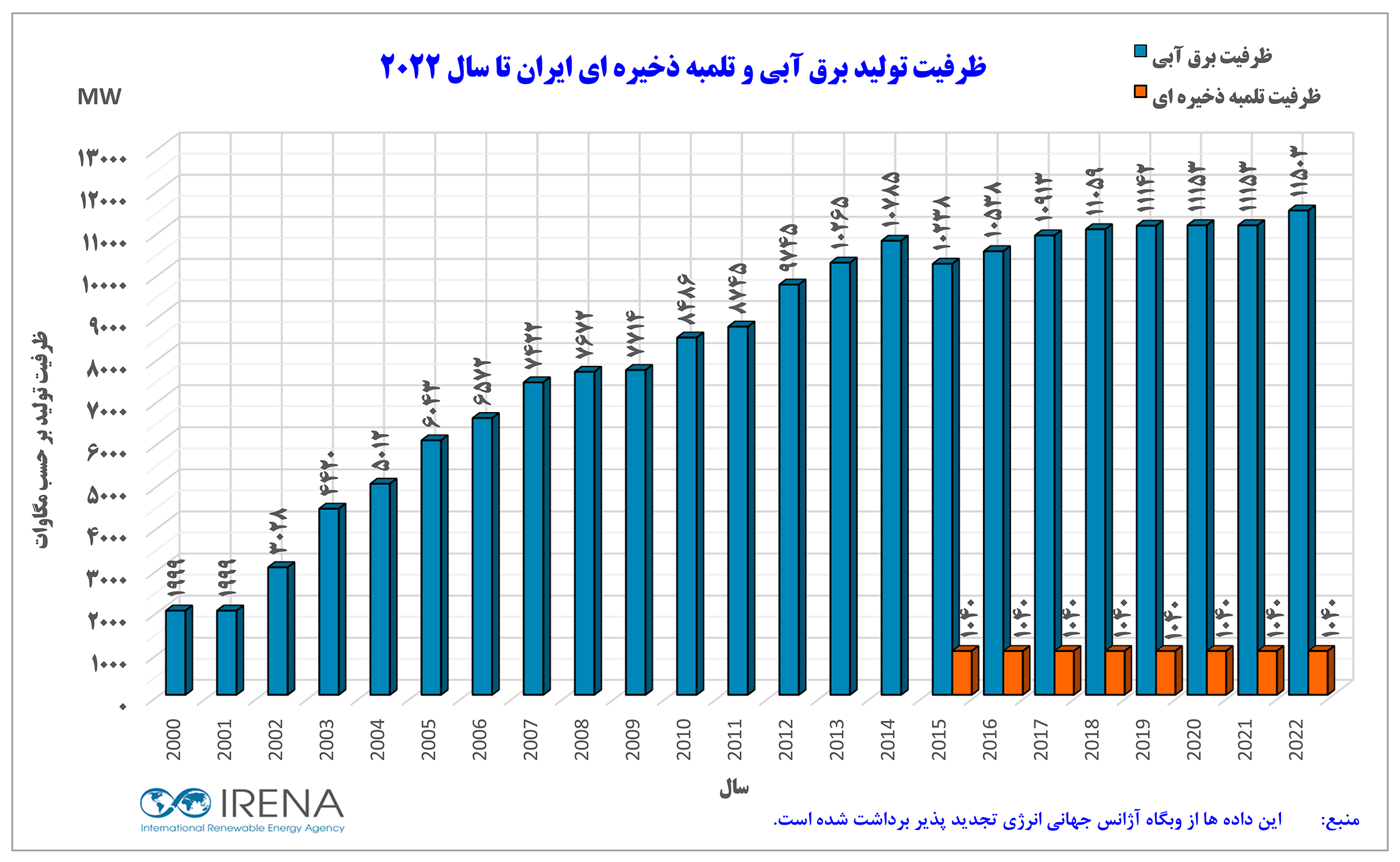
ظرفیت تولید برق آبی و تلمبه ذخیره ای ایران تا سال ۲۰۲۲

اگرچه موقعیت ایران به دلیل تعداد روزهای در معرض تابش خورشید، برای احداث نیروگاه‌های خورشیدی بسیار مناسب است ولی در عین حال به دلیل آب و هوای خشک و بیابانی آن، استحصال انرژی از برق آبی با محدودیت مواجه است. البته به دلیل عدم سرمایه‌گذاری کافی در زمینه منابع تجدیدپذیر، هنوز بیشترین سهم تولید انرژی از این منابع، مربوط به برق آبی است. ایران در سال ۲۰۲۱ معادل ۱۵ تراوات ساعت انرژی از منابع برق آبی تولید کرده است.
به‌طور معمول تولید نیروگاه‌های تلمبه ذخیره ای در برآورد تولید انرژی‌های تجدیدپذیر منظور نمی‌شود چون روشی در تسطیح باردهی شبکه برای تأمین برق مورد نیاز در زمان‌های اوج مصرف از مواقع تقاضای کم برق است. در این نیروگاه‌های به‌طور معمول دو مخزن وجود دارد که از ظرفیت تولید برق مازاد در شبکه، برای پمپاژ آب به مخزن بالاتر استفاده شده و هنگامی که تقاضای مصرف بیشتر می‌شود، آب مخزن بالتر از درون یک توربین آبی به مخزن پایین‌تر رها می‌شود تا تقاضای مصرف را تأمین کند؛ بنابراین نیروگاه تلمبه ذخیره ای منبع انرژی نیست و به دلیل مصرف انرژی و تلفات آن، به عنوان یک مصرف‌کننده (تولید منفی) در لیست‌ها ظاهر می‌شود. در حال حاضر تنها نیروگاه تلمبه ذخیره ای ایران در سیاه بیشه احداث شده و ظرفیت تولید ۱۰۴۰ مگاواتی دارد و از سال ۲۰۱۵ بهره‌برداری می‌شود.
ایران از نظر حوضه‌های اصلی آبریز به ۹ بخش مختلف تقسیم شده است که میزان ریزش‌های جوی در آن‌ها در سال آبی ۱۴۰۱–۱۴۰۲ و هم چنین ظرفیت تولید در حال بهره‌برداری و در دست اجرا تا مرداد سال ۱۴۰۲ مطابق جدول زیر بوده است:
| حوضه‌های آبریز اصلی ایران و ظرفیت نیروگاه‌های برق آبی ایران تا مرداد سال ۱۴۰۲ |                                     |                                            |                                                 |                                           |
| ردیف                                                                        | حوضه آبریز اصلی                     | سال آبی ۱۴۰۲–۱۴۰۱ (مهر ۱۴۰۱ تا اسفند ۱۴۰۱) | ظرفیت نیروگاه‌های برق آبی در حال بهره‌برداری (MW) | ظرفیت نیروگاه‌های برق آبی در حال ساخت (MW) |
| ۱                                                                           | ارس                                 | ۸۳٫۴                                       | ۳۵                                              | ۱۰۰                                       |
| ۲                                                                           | سفیدرود بزرگ                        | ۲۰۶٫۷                                      | ۱۱۵                                             | ۰                                         |
| ۳                                                                           | اترک و حوضه‌های شمالی                | ۲۳۷                                        | ۱۰۵۷                                            | ۰                                         |
| ۴                                                                           | کرخه و مرزی غرب                     | ۲۸۹٫۲                                      | ۱۲۶۲                                            | ۳۰۰                                       |
| ۵                                                                           | کارون بزرگ                          | ۵۵۹٫۳                                      | ۸۹۹۴                                            | ۲۲۵۰                                      |
| ۶                                                                           | زهره، جراحی و حوضه‌های جنوبی         | ۲۱۱٫۴                                      | ۲۰۷                                             | ۲۹۷                                       |
| ۷                                                                           | دریاچه ارومیه                       | ۱۷۷٫۲                                      | ۶                                               | ۴                                         |
| ۸                                                                           | فلات مرکزی و شرقی                   | ۶۵٫۵                                       | ۳۶۰                                             | ۰                                         |
| ۹                                                                           | زاینده رود و حوضه‌های جنوب غربی فلات | ۱۸۲٫۳                                      | ۲۰۷                                             | ۴                                         |
|                                                                             | کل کشور                             | ۱۵۲٫۳                                      | ۱۲۲۴۳                                           | ۱۹۶                                       |

یکی دیگر از منابع انرژی تجدید پذیر، خورشیدی فتوولتائیک یا حرارتی است و کشور ایران به دلیل قرار گرفتن در میان مدارهای ۲۵ تا ۴۰ درجه عرض شمالی، به لحاظ دریافت انرژی خورشیدی در میان نقاط جهان در بالاترین رده‌ها قرار دارد. میزان تابش خورشیدی در ایران بین ۱۸۰۰ تا ۲۲۰۰ کیلووات ساعت بر مترمربع در سال تخمین زده شده است که البته بالاتر از میزان میانگین جهانی است. در ایران به‌طور میانگین سالیانه بیش از ۲۸۰ روز آفتابی گزارش شده است که بسیار قابل توجه است.
در ایران میزان تابش خورشید نسبت به کشورهای اروپایی ۴۰ درصد بیشتر بوده و نسبت به کشورهای همجوار، به ویژه کشورهای حاشیه خلیج فارس به دلیل دمای خنک‌تر و وزش باد مطلوب، شرایط مناسب‌تری برای توسعه نیروگاه‌های خورشیدی و بادی دارد. واقعیتی که برخی کارشناسان عقیده دارند ظرفیتی بالقوه تا ۱۰۰ هزار مگاوات برق به صورت نظری برای کشور فراهم کرده است.
در تصویر روبرو با توجه به رنگ هر منطقه پتانسیل تابشی میزان ساعات تابش خورشید (Peak Sun Hours) قابل مشاهده است که برای نمونه، پتانسیل آن در تهران حدود ۵٫۴ ساعت است. برای شهرهای شمالی این مقدار کمتر است و برای شهرهای استان کرمان و فارس بیشتر است.
با وجود این که ایران پتانسیل بالایی برای استفاده از انرژی‌های پاک و به خصوص انرژی فوتوولتائیک خورشیدی دارد، اما سرمایه‌گذاری در آن با سرعت بالایی نسبت به کشورهای دنیا به پیش نرفته است. بر اساس آمار منتشر شده در نیمه اول سال ۱۴۰۲، نیروگاه‌های خورشیدی فتوولتائیک دارای ظرفیت تولید ۴۶۵ مگاوات و نیروگاه‌های کوچک انشعابی ۱۳۶ مگاوات است.
کل ظرفیت نصب‌شده خورشیدی تا اسفند ۱۴۰۳ به ۶۰۰ مگاوات رسید که افزایش اندکی نسبت به سال قبل را نشان می‌دهد.
ایران قصد دارد پتانسیل انرژی‌های تجدیدپذیر خود را تا ۲۰ مارس ۲۰۲۶ به ۱۰٬۰۰۰ مگاوات افزایش دهد. 1 دولت همچنین در نظر دارد ظرفیت تولید انرژی‌های تجدیدپذیر را در چهار سال آینده به ۳۰٬۰۰۰ مگاوات برساند که ۲۵٬۰۰۰ مگاوات آن به‌طور خاص از پنل‌های خورشیدی خواهد بود.
سازمان انرژی‌های تجدیدپذیر و بهره‌وری انرژی ایران (ساتبا) قراردادهای تضمین‌شده خرید برق (PPAs) را برای ۲۰ سال به سرمایه‌گذاران خصوصی ارائه می‌دهد. صنایع پرمصرف انرژی اکنون موظف شده‌اند نیروگاه‌های خورشیدی خود را بسازند، اقدامی که با هدف غیرمتمرکز کردن تولید و کاهش فشار بر شبکه انجام می‌شود. افزایش اخیر در اهداف جاه‌طلبانه انرژی‌های تجدیدپذیر و معرفی مشوق‌های مالی قوی، نشان‌دهنده تغییر قابل توجهی در رویکرد سیاستی به سمت تنوع‌بخشی به سبد انرژی ایران و کاهش وابستگی به سوخت‌های فسیلی است.
الزام صنایع به تولید انرژی‌های تجدیدپذیر خود، یک رویکرد نوآورانه برای تقسیم بار سرمایه‌گذاری است. با این حال، این پویایی سیاستی به شدت در تضاد با عملکرد ضعیف تاریخی ایران در توسعه انرژی‌های تجدیدپذیر است. موفقیت این طرح‌ها به شدت به توانایی دولت در جذب سرمایه‌گذاری قابل توجه بخش خصوصی و غلبه بر چالش‌های دیرینه توسعه زیرساخت‌ها و دسترسی به فناوری بستگی خواهد داشت. این فشار برای انرژی‌های تجدیدپذیر، فرصتی حیاتی برای ایران است تا امنیت انرژی خود را افزایش دهد، تأثیرات زیست‌محیطی را کاهش دهد و با روندهای جهانی گذار انرژی همسو شود. با این حال، مقیاس این جاه‌طلبی، نیازمند قابلیت‌های اجرایی بی‌سابقه و محیط سرمایه‌گذاری مساعد است.

### انرژی هسته‌ای
نیروگاه هسته‌ای بوشهر، تنها تأسیسات هسته‌ای عملیاتی ایران است که در سال ۲۰۱۰ فعال شد. این نیروگاه دارای ظرفیت ۱۰۰۰ مگاوات است. در سال ۲۰۲۱، انرژی هسته‌ای منبع تولید ۳٫۲ تراوات ساعت از برق ایران بوده است که در سال ۲۰۲۲ حدود ۱٫۷ درصد را تشکیل می‌داد. ایران قصد دارد تا سال ۲۰۴۰ یا ۲۰۴۱، ۲۰٬۰۰۰ مگاوات برق از طریق فناوری هسته‌ای تولید کند، هدفی که پیش از انقلاب ۱۹۷۹ تصویب شده بود. ساخت واحد ۲ بوشهر در سال ۲۰۱۹ آغاز شد و راه‌اندازی تجاری آن برای سال ۲۰۲۹ برنامه‌ریزی شده است؛ کار بر روی واحد ۳ نیز در حال انجام است. همچنین برنامه‌هایی برای یک نیروگاه هسته‌ای چهار واحدی جدید در سیریک وجود دارد. ایران به‌طور فعال در حال توسعه چرخه سوخت هسته‌ای خود، از جمله استخراج اورانیوم، تولید کیک زرد و ساخت سوخت است. اهداف بلندمدت و جاه‌طلبانه ایران در زمینه انرژی هسته‌ای (۲۰ گیگاوات تا سال ۲۰۴۰/۲۰۴۱)، نشان‌دهنده تمایل استراتژیک این کشور برای امنیت انرژی و تنوع‌بخشی به منابع خود، به دور از سوخت‌های فسیلی است. با این حال، سهم کنونی انرژی هسته‌ای در سبد انرژی ایران ناچیز است. هزینه بالای انرژی هسته‌ای و پیچیدگی‌های فنی ساخت چندین رآکتور، چالش‌های مهمی هستند. علاوه بر این، برنامه هسته‌ای ایران به دلیل نگرانی‌های مربوط به اشاعه، تحت نظارت شدید بین‌المللی قرار دارد که بر دسترسی به فناوری و منابع تأثیر می‌گذارد و دستیابی به اهداف توسعه جاه‌طلبانه را در بازه‌های زمانی تعیین‌شده بسیار دشوار می‌سازد. در حالی که انرژی هسته‌ای مسیری برای استقلال بلندمدت انرژی و کاهش انتشار کربن ارائه می‌دهد، توسعه آن در ایران عمیقاً با پویایی‌های سیاسی بین‌المللی در هم تنیده است. پیگیری این اهداف، با وجود فشارهای خارجی، عزم ایران برای تضمین آینده انرژی خود را برجسته می‌کند، اما همچنین نشان‌دهنده تمایل این کشور به تحمل هزینه‌های ژئوپلیتیکی و اقتصادی مرتبط است.

## مصرف انرژی
آژانس بین‌المللی انرژی اعلام کرده است: دولت ایران در سال ۲۰۱۲ بالغ بر ۸۲ میلیارد دلار یارانه پرداخت کرده است. میزان یارانه پرداختی از سوی ایران معادل یک دهم کل یارانه پرداختی در جهان بوده است. ایران بزرگ‌ترین کشور یارانه‌دهنده در جهان برای مصرف سوخت‌های فسیلی است. ۴۰درصد از ۸۲ میلیارد دلار یارانه پرداختی توسط دولت ایران در سال ۲۰۱۲ به مصرف فراورده‌های نفتی، ۳۶درصد به مصرف گاز طبیعی و ۲۱درصد به مصرف برق اختصاص یافته است. با وجود اجرای فاز نخست طرح هدفمندی یارانه‌ها در ایران، این کشور همچنان بزرگ‌ترین کشور یارانه‌دهنده برای مصرف سوخت شناخته می‌شود.

### گاز طبیعی
در طی سال‌های ۱۹۹۸ تا ۲۰۰۸ مصرف گاز طبیعی در ایران از ۸٫۵۱ میلیارد متر مکعب به ۱۱٫۶ میلیارد متر مکعب رسیده که این رشد ناشی از سیاست جایگزینی گاز طبیعی به‌جای سوخت‌های دیگر کشور به لحاظ ویژگی‌های خاص اقتصادی و زیست‌محیطی آن است؛ بنابراین در آن‌ها، ایران بعد از ایالات متحده آمریکا و روسیه در رتبه سوم بزرگ‌ترین مصرف‌کنندگان گاز در جهان محسوب می‌شد.

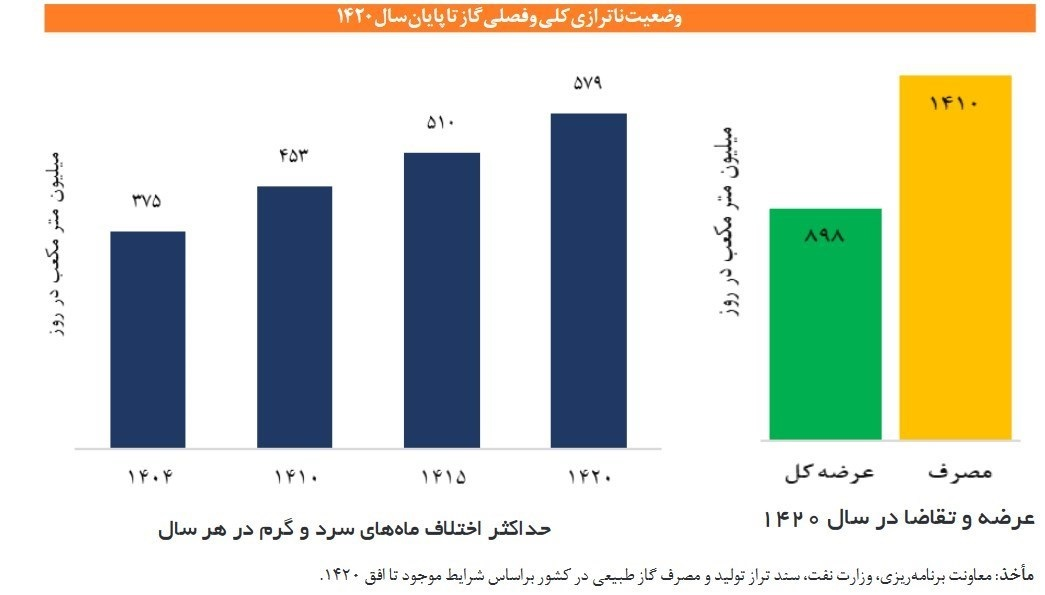
وضعیت ناترازی کلی و فصلی گاز در ایران

در سال ۲۰۲۳، ایران با تولید سالانه ۲۷۵ میلیارد مترمکعب، سومین تولیدکننده بزرگ گاز در جهان بود. با این وجود، مصارف سالانه داخلی آن حدود ۲۴۶ میلیارد متر مکعب گاز بود که در نتیجه چهارمین مصرف‌کننده بزرگ گاز در جهان هم بوده است. درواقع، ایران حدود یک درصد از جمعیت جهان را تشکیل داده است اما حدود ۶ درصد گاز طبیعی دنیا را مصرف می‌کند.
هر ساله حدود نیمی از مصرف گاز کشور در بخش‌های خانگی، تجاری و صنایع جزء و حدود نیمی دیگر در صنایع عمده و نیروگاه‌ها است. سهم بخش خانگی به تنهایی تا ۳۰درصد هم می‌رسد. مصرف گاز کشور در طی یک دهه اخیر با شیب زیاد روبه‌افزایش بوده، به‌طوری که موجب شده، روند مصرف از میزان تولید فاصله گرفته و با پروسه‌ای به اسم «ناترازی گاز» یا همان کسری تولید نسبت به تقاضای مصرف مواجه شویم.

بر اساس سند تراز تولید و مصرف گاز طبیعی در کشور تا افق ۱۴۲۰، در صورت ادامه روند موجود، میزان ناترازی گاز در سال ۱۴۰۴ به ۳۷۵ میلیون مترمکعب و در سال ۱۴۲۰ به ۵۷۹ میلیون مترمکعب خواهد رسید.

مصرف برق در بخش‌های مختلف در سال ۱۳۹۱

### برق
مطالعه‌ای در سال ۱۳۹۳ برآورد مصرف برق خانگی را کمتر از کشورهای توسعه‌یافته نشان داد؛ بنابراین مطالعه مصرف سرانهٔ برق خانگی در ایران بر خلاف تصور رایج از متوسط مصرف جهانی بیشتر نیست. رتبهٔ مصرف سرانهٔ برق در ایران در سال ۲۰۰۶ در میان ۲۱۸ کشور جهان ۹۵ بوده است و این در حالی است که وضعیت اقلیمی و آب‌وهوایی ایران از بسیاری از کشورهای دیگر متفاوت است؛ با اینکه سه استان بوشهر، هرمزگان و خوزستان از گرم‌ترین نقاط جهان محسوب می‌شوند، نسبت به کشورهای جنوب خلیج فارسی سرانهٔ مصرفی کمتری دارند. با این حال در سال ۲۰۱۰ سرانهٔ مصرف برق خانگی در ایران از متوسط جهانی پیشی گرفته است. مطابق آمارهای آژانس بین‌المللی انرژی در این سال مصرف سرانهٔ برق ایران با افزایشی حدود ۱۲٫۵۶ درصد در طی چهار سال به ۲۴۳۱ کیلووات‌ساعت رسیده است.
در مورد پایین‌تر بودن تعرفه‌های قیمت برق در ایران باید توجه داشت که هرچند این ارقام ممکن است نسبت به اعداد جهانی بسیار پایین‌تر به نظر برسند ولی برای مقایسهٔ صحیح نیاز است باید میزان خرید و درآمد سرانهٔ افراد را نیز در نظر گرفت.

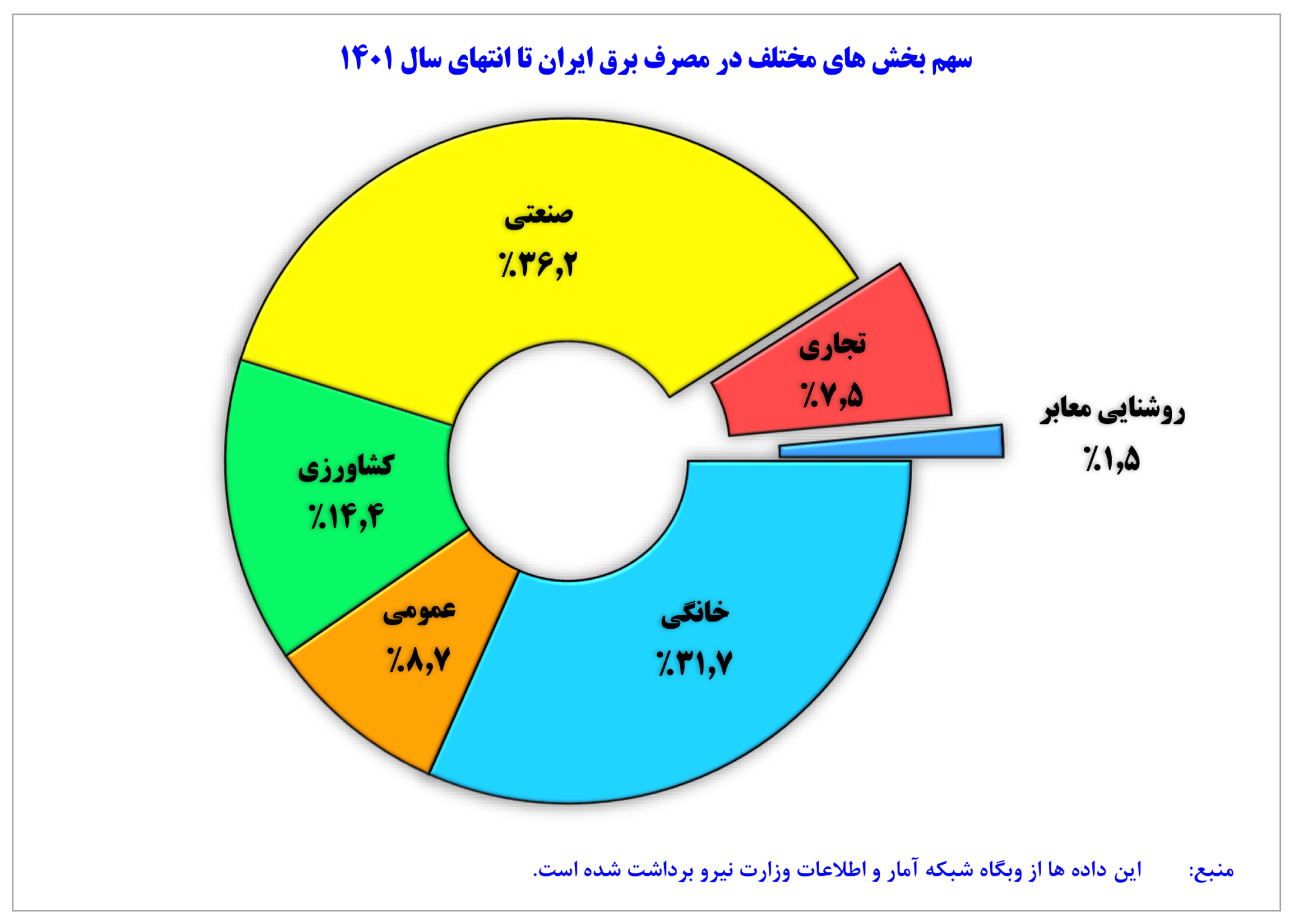
سهم بخش‌های مختلف در مصرف برق ایران تا انتهای سال 1401

وضعیت مصرف انرژی به‌طور عمده مربوط به مصرف آن به شکل برق می‌باشد. بر اساس آخرین آمارهای منتظر شده از سوی وزارت نیروی ایران، در انتهای سال ۱۴۰۱، کل مصرف برق کشور بیش از ۳۱۶۰۰۰ گیگاوات ساعت بوده است که چگونگی سهم مصرف هر یک از بخش‌ها مطابق وضعیت زیر بوده است:
- خانگی: ۱۰۰۲۳۳ گیگاوات ساعت
- عمومی: ۲۷۶۳۴ گیگاوات ساعت
- کشاورزی: ۴۵۶۲۴ گیگاوات ساعت
- صنعتی: ۱۱۴۷۶۹ گیگاوات ساعت
- سایر مصارف (تجاری): ۲۳۶۷۰ گیگاوات ساعت
- روشنایی معابر: ۴۷۰۲ گیگاوات ساعت

بر اساس همین آمار، تا انتهای سال ۱۴۰۱، انتقال برق در شبکه سراسری برق ایران، دارای ۲۲۳۹۰ کیلومتر خطوط ۴۰۰ کیلوولت و ۳۳۴۶۹ کیلومتر خطوط ۲۳۰ کیلوولت و توزیع برق در شبکه فوق توزیع آن دارای ۲۵۰۳۵ کیلومتر خطوط ۱۳۲ کیلوولت و ۵۱۳۹۳ کیلومتر خطوط ۶۳ کیلوولت بوده است.

## بحران انرژی
از زمستان ۲۰۲۴، ایران شدیدترین بحران انرژی خود در دهه‌های اخیر را تجربه کرده است که با قطع مکرر برق و اختلال در تأمین گاز طبیعی مشخص می‌شود. این اختلالات منجر به تعطیلی گسترده مدارس، دانشگاه‌ها، ادارات دولتی و مراکز خرید در تهران و استان‌های دیگر شده است. کمبود برق تخمینی در تابستان ۲۰۲۴ حدود ۱۴٬۰۰۰ مگاوات بود که رقمی معادل دو برابر کل تولید برق آذربایجان است. پیش‌بینی می‌شود این کمبود تا سال ۲۰۲۵ به ۲۵٬۰۰۰ مگاوات افزایش یابد. کل عدم تعادل انرژی در سال ۲۰۲۴ نیز حدود ۳۰۰ میلیون متر مکعب در روز تخمین زده می‌شود.

## نگارخانه

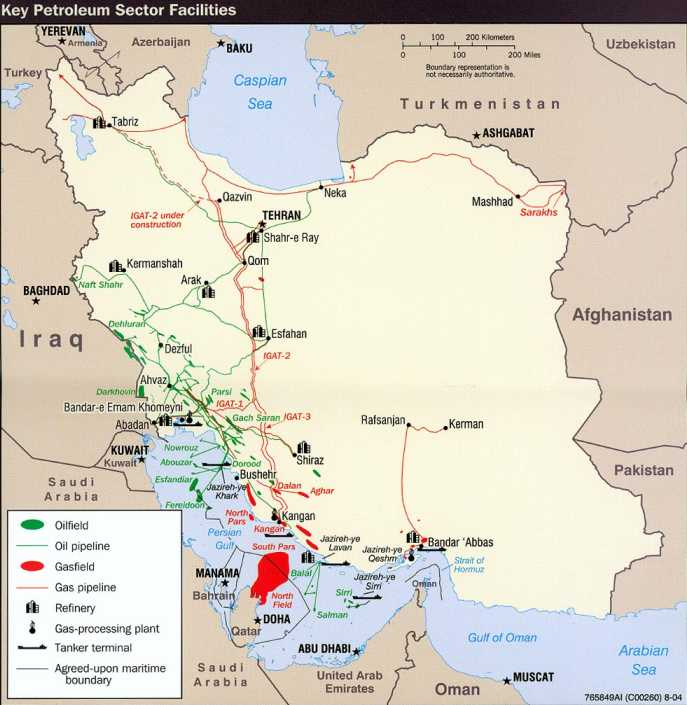
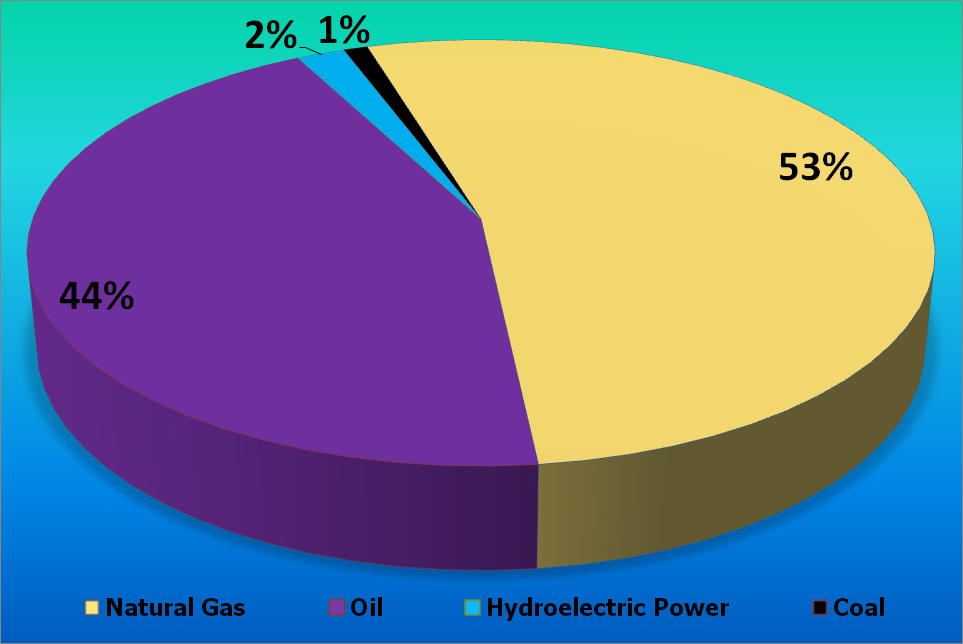
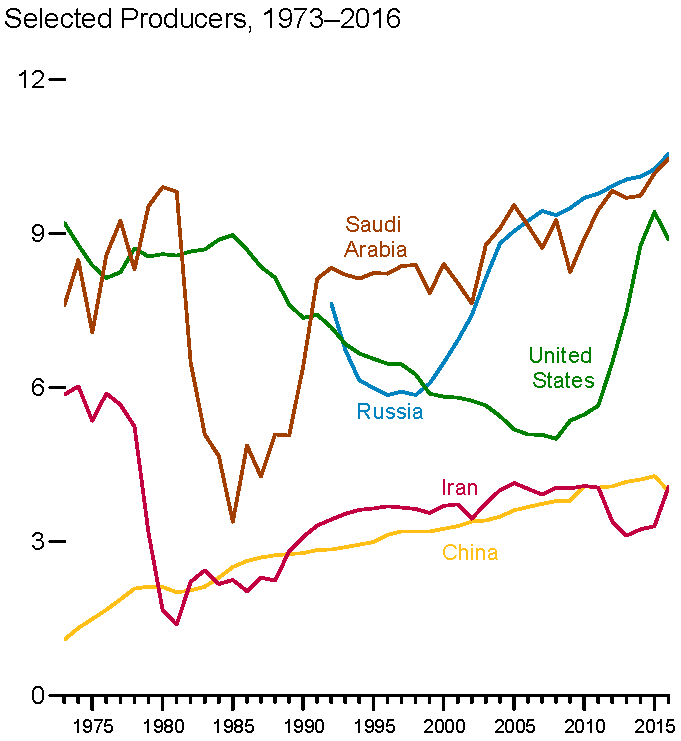
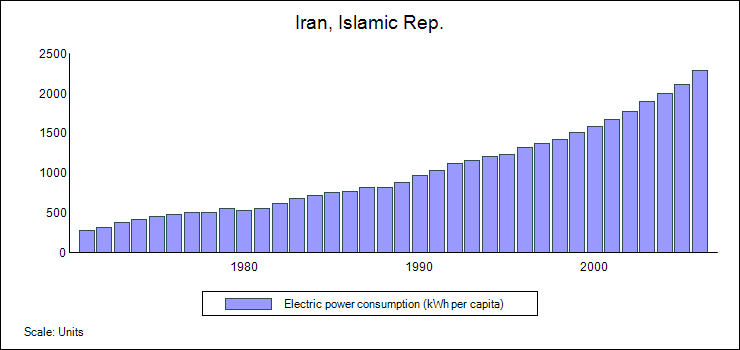
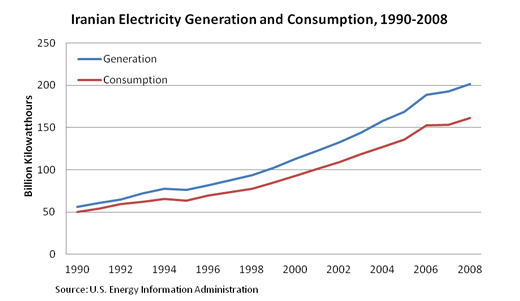
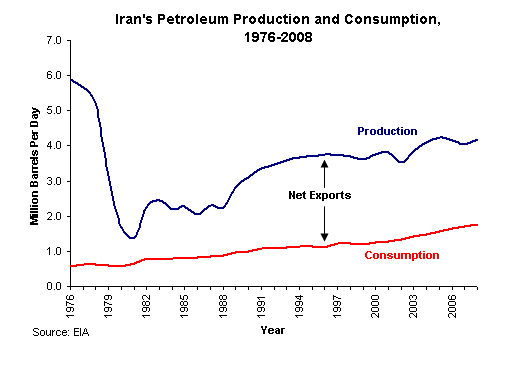
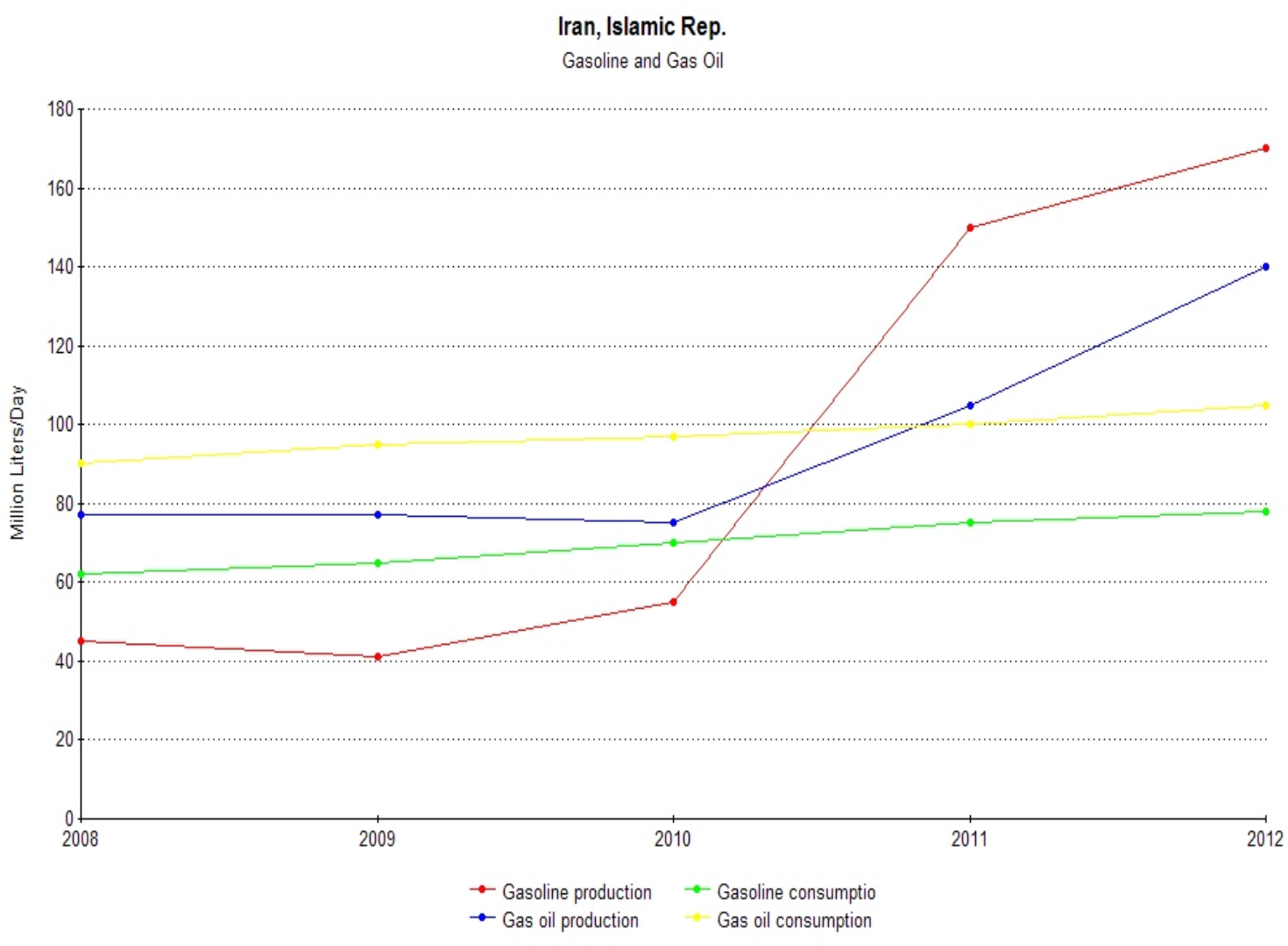
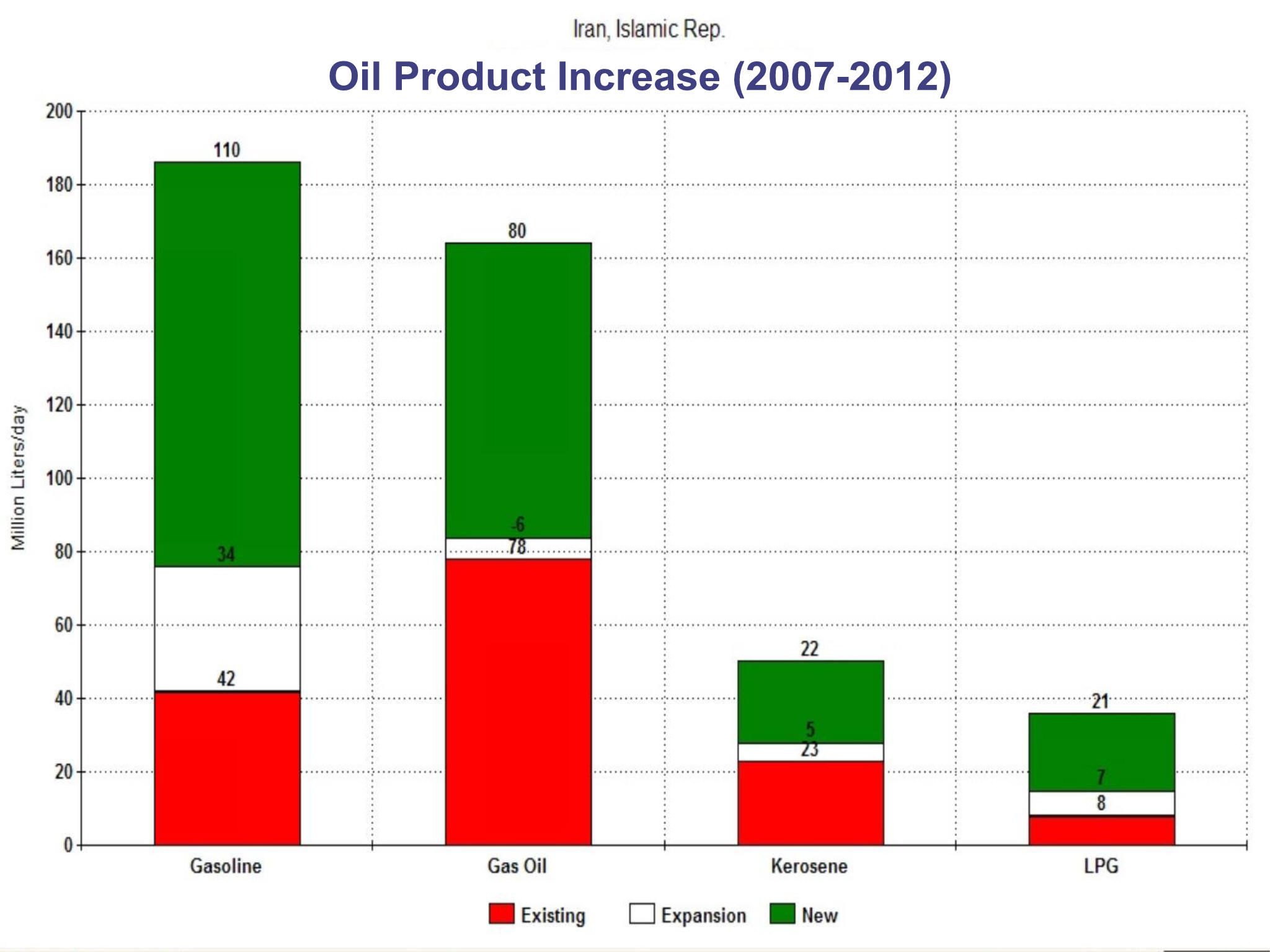
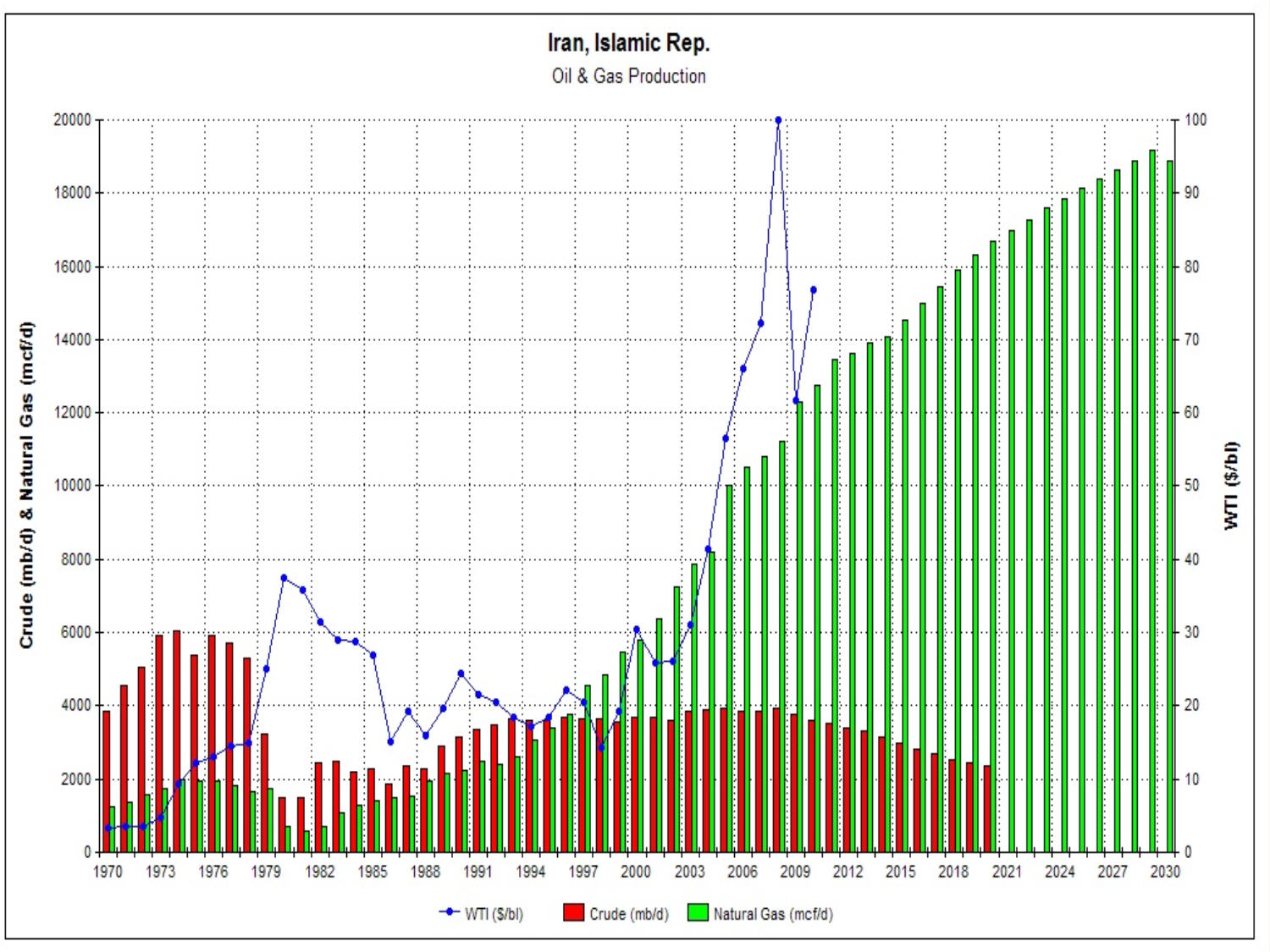
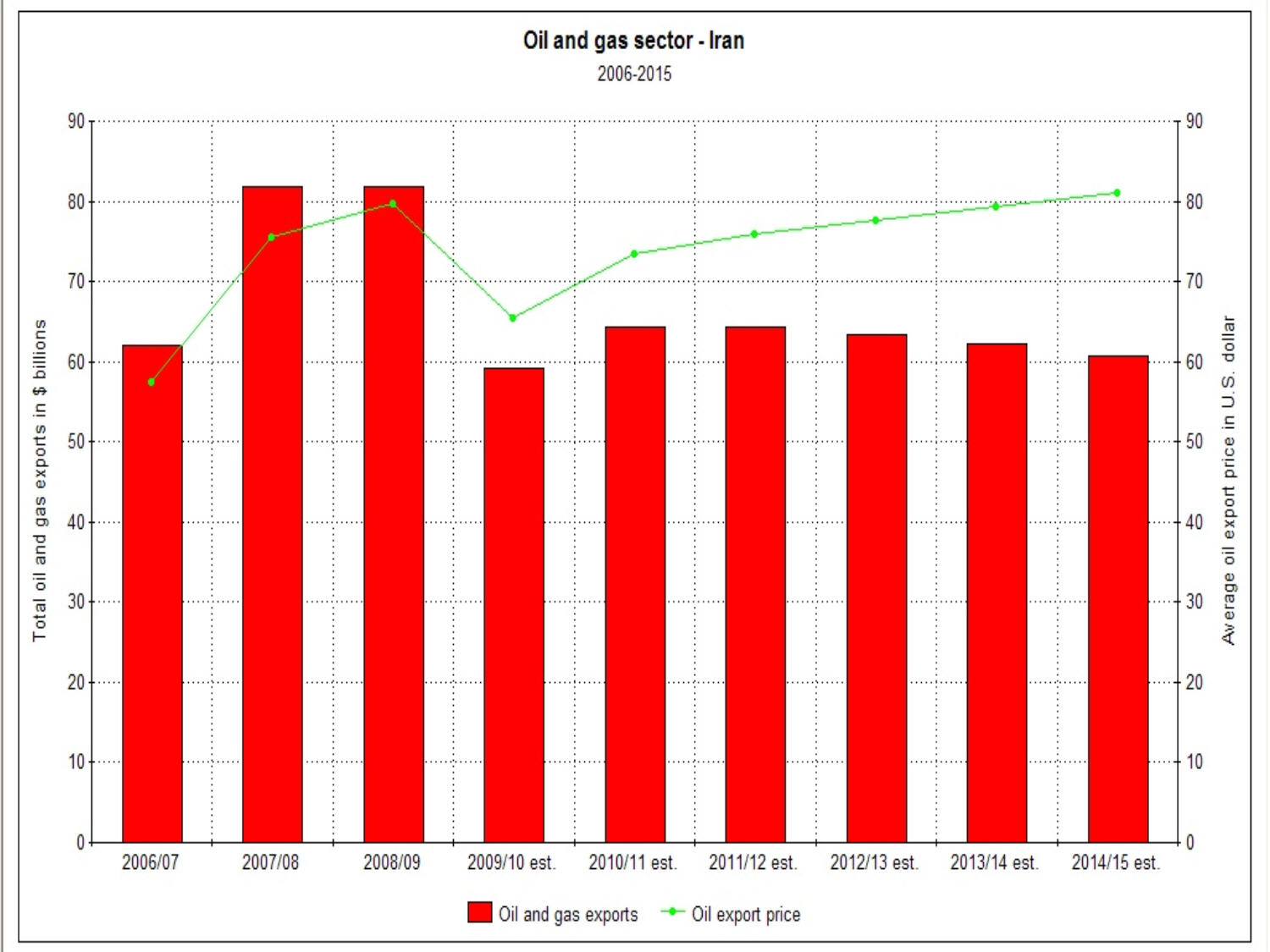
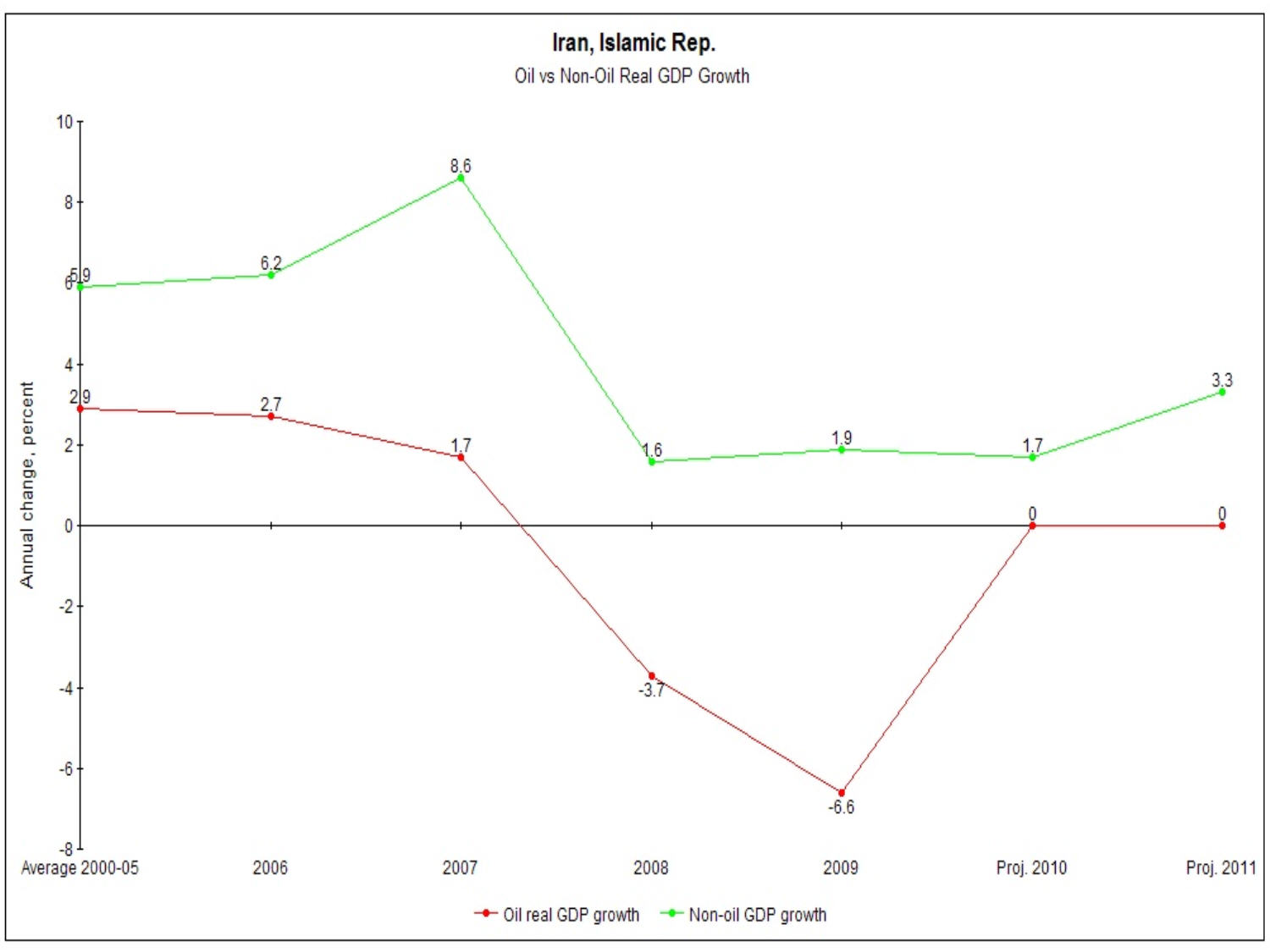